# Maies de Tabasco
Dos segles abans de l'inici de l'era actual, al territori de Tabasco hi havia llogarets que serien les futures ciutats maies més importants del període clàssic: Tortuguero, Moral Reforma, Santa Elena, San Claudio, Pomoná, Panhalé, Honochtah (Jonuta), Tiradero, El Arenal, La Carmelita i Nueva Esperança. A la zona de la Chontalpa, les poblacions són encara més antigues ja que Comalcalco, Zapotal, San Miguel, Tierra Nueva, Tecominoacán i El Bellote, estaven ja ben establertes des del 600 ae, tot i que amb una història fins ara poc coneguda.
Durant el període clàssic, els maies de Tabasco ocuparen part de les terres baixes de la plana costanera fins al riu Mezcalapa i aprofitaren la diversitat ambiental de la zona per conrear una gran quantitat de fruits, així com per establir una extensa xarxa de comunicació fluvial, que els convertiria en els grans comerciants de la regió mesoamericana.
En aquesta era, construïren grans capitals de senyorius que lluitaren intensament tant per la seua autonomia i independència, com per obtenir majors tributs i poder, contra altres ciutats rivals de la conca de l'Usumacinta, i contra la del Petén, conflicte que de fet els portaria a la desintegració.
Durant el postclàssic, Tabasco es caracteritzà per una organització més simple, estructurada en petites províncies que, al s. XVI, s'enfrontaren a les armes de foc dels invasors espanyols.

## Història

### Període preclàssic (2500 ae-250 de)

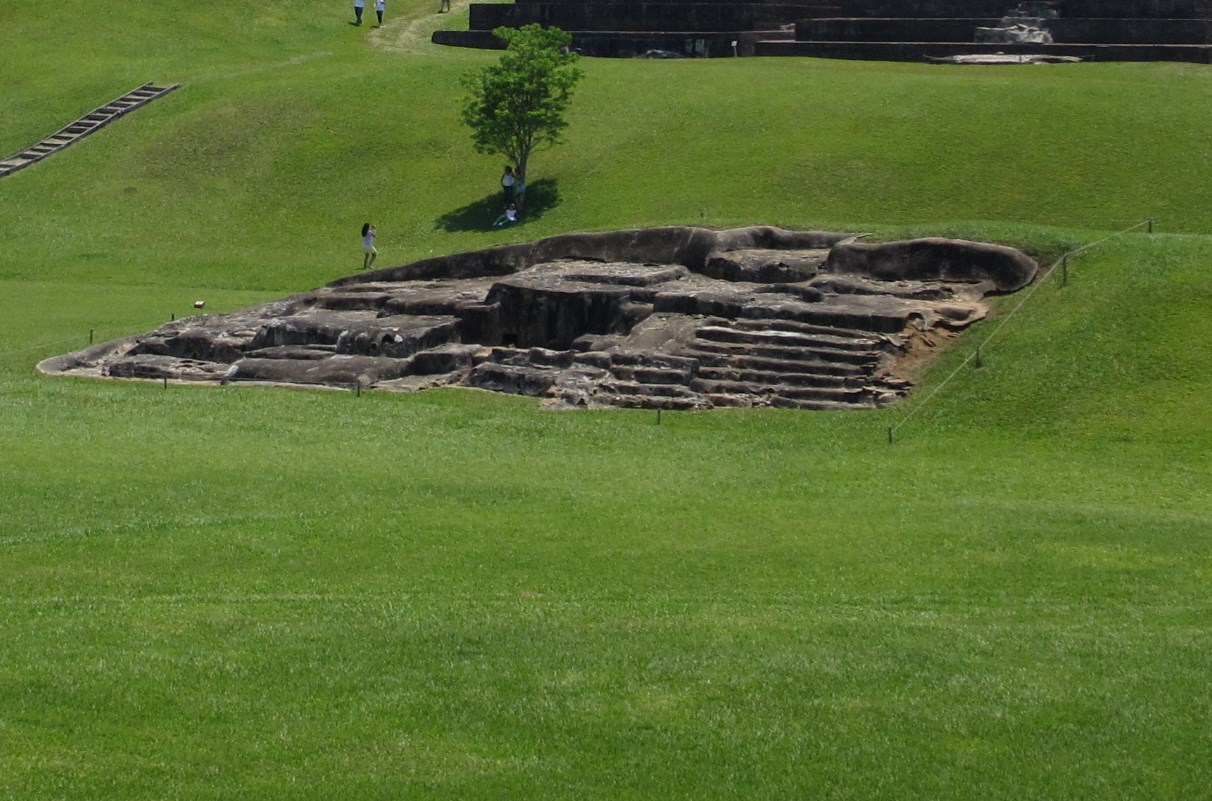
A Comalcalco els maies del preclàssic tardà edificaren les primeres construccions de terra coberta d'estuc

Sembla que els descendents dels olmeques emigraren a la zona del Petén guatemalenc, on després es barrejaren amb la gent del lloc i originaren els "protomaies". Durant aquesta migració, alguns grups hi restaren i s'assentaren a la plana costanera de Tabasco, a la zona que més tard seria coneguda com la Chontalpa, al delta del llavors riu Mezcalapa (hui riu Seco), que desembocava al golf de Mèxic per la barra de Dos Bocas, donant origen d'aquesta forma, a la civilització maia de Tabasco.
Les evidències més primerenques d'ocupació maia del territori que hui comprén l'estat de Tabasco corresponen a poblats costaners de pescadors i llauradors durant el període preclàssic. Mentre que a la zona de Los Ríos, a l'est de Tabasco, els primers signes d'ocupació del territori daten de finals del preclàssic mitjà (1200 - 400 ae). És a partir del preclàssic tardà (400 ae-250 de) quan a la ciutat de Comalcalco s'alcen construccions de terra amb recobriments d'estuc.

### Període clàssic (250 - 900 de)
Aquest període abasta des dels anys 250 a 900 de. Rep aquest nom perquè al principi es creia que era el grup sacerdotal el que exercia el poder polític i que tota la vida econòmica, social i cultural es desenvolupava a l'entorn de la religió.
Els grups sacerdotals tingueren gran importància en el govern dels estats maies del clàssic; però mai foren dirigents. Hi havia a les ciutats estat una classe noble i, en tot cas, eren els guerrers els que concentraven el poder, la qual cosa confirma per què les ciutats estaven en permanent guerra unes amb les altres.
S'incrementà notablement l'agricultura com a activitat econòmica bàsica; era practicada per grans contingents de pagesos, propiciant una complexa divisió del treball i, en conseqüència, una forta estratificació social.
Les principals ciutats maies d'aquest període foren: Comalcalco a la zona de la Chontalpa, mentre que a l'anomenada conca de l'Usumacinta destacaren: Moral Reforma, Santa Elena, Tiradero, Tierra Blanca i El Arenal a Balancán, Pomoná, Panhalé i San Claudio a Tenosique, Tortuguero a Macuspana, i Honochtah a Jonuta.
Comalcalco, el nom original del qual era Joy Chan, és una necròpoli del període clàssic maia (del s. I ae al IX de) construïda amb rajoles i estuc de petxina. Aquest lloc es considera el més occidental de la cultura maia. El lloc se situa a l'àrea central de la Chontalpa, sobre la ribera est de l'extint riu Mezcalapa, hui anomenat riu Seco, entre els vestigis del que fou una immensa selva tropical.

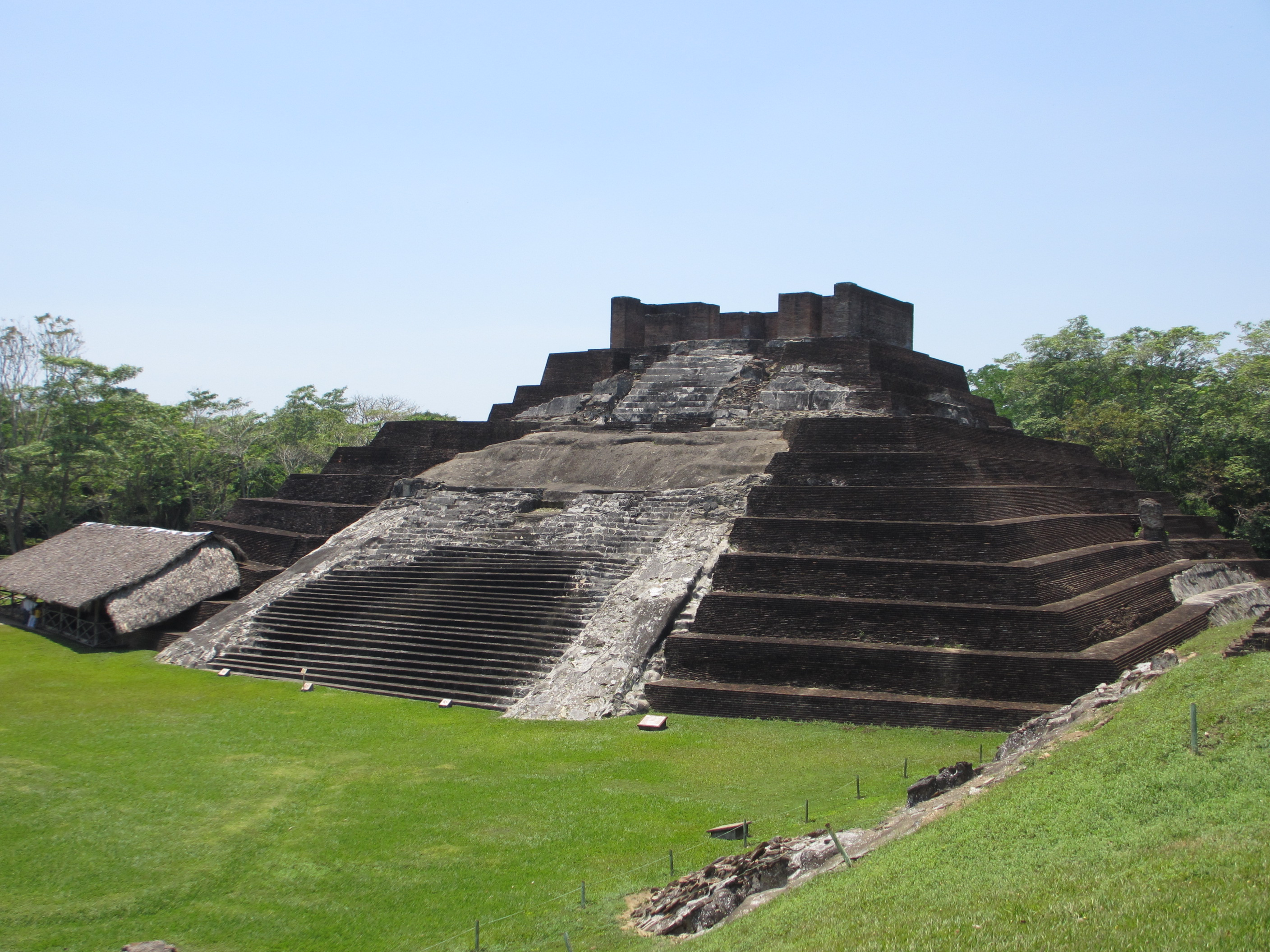
Comalcalco

A Comalcalco es distingeixen dues èpoques constructives. La primera, quan a partir del preclàssic superior, s'edifiquen construccions de terra amb recobriments d'estuc. La segona època es dona durant el clàssic tardà, quan comença l'apogeu del lloc, amb construcció d'edificis de maó i estuc, aixecats sobre les antigues construccions de terra.
Comalcalco esdevingué un important i estratègic punt comercial a la zona de la Chontalpa. La situació geogràfica propera al llavors marge del riu Mezcalapa o Dos Bocas (hui riu Seco) li conferí una posició privilegiada per al tràfic interregional de mercaderies entre la costa del golf i la península de Yucatán respecte a l'àrea del riu Usumacinta, així com de l'Altiplà central i l'extrem nord del golf de Mèxic. Aquesta important posició estratègica de la ciutat motivà el desenvolupament de diverses guerres entre ciutats maies pel domini del lloc.
La ciutat maia de Tortuguero, el nom original de la qual era Baakul, es troba a les anomenades "planes intermèdies" entre els contraforts de la serra del sud de Tabasco i la plana costanera del golf de Mèxic, a les "terres baixes nord-occidentals maies", l'altura de les quals sobre el nivell del mar no excedeix els 800 m, i el seu nom modern es deu al fet que se situa a la falda del turó anomenat "El Tortuguero".
Tortuguero, per la situació geogràfica, ha estat catalogada com de summa rellevància per al desenvolupament i auge de la cultura maia a les terres baixes nord-occidentals. La seua importància rau que fou un centre cerimonial, administratiu i punt estratègic per al domini de les ciutats veïnes, gràcies al suport de Palenque.
La importància de Tortuguero es basà en les relacions politicoeconòmiques amb la seua veïna Palenque; aquesta relació existí entre els s. VI i VII amb el Regne de Pakal, i fou Tortuguero com un escut protector i una eina expansionista de Palenque, la qual cosa feu que Tortuguero atacara i derrotara a Comalcalco. Anys després, la rivalitat familiar entre els governants de Palenque i Tortuguero provocaria una ruptura entre ambdues poblacions, motivant que Tortuguero atacara algunes poblacions subjectes a Palenque, entre elles Comalcalco.

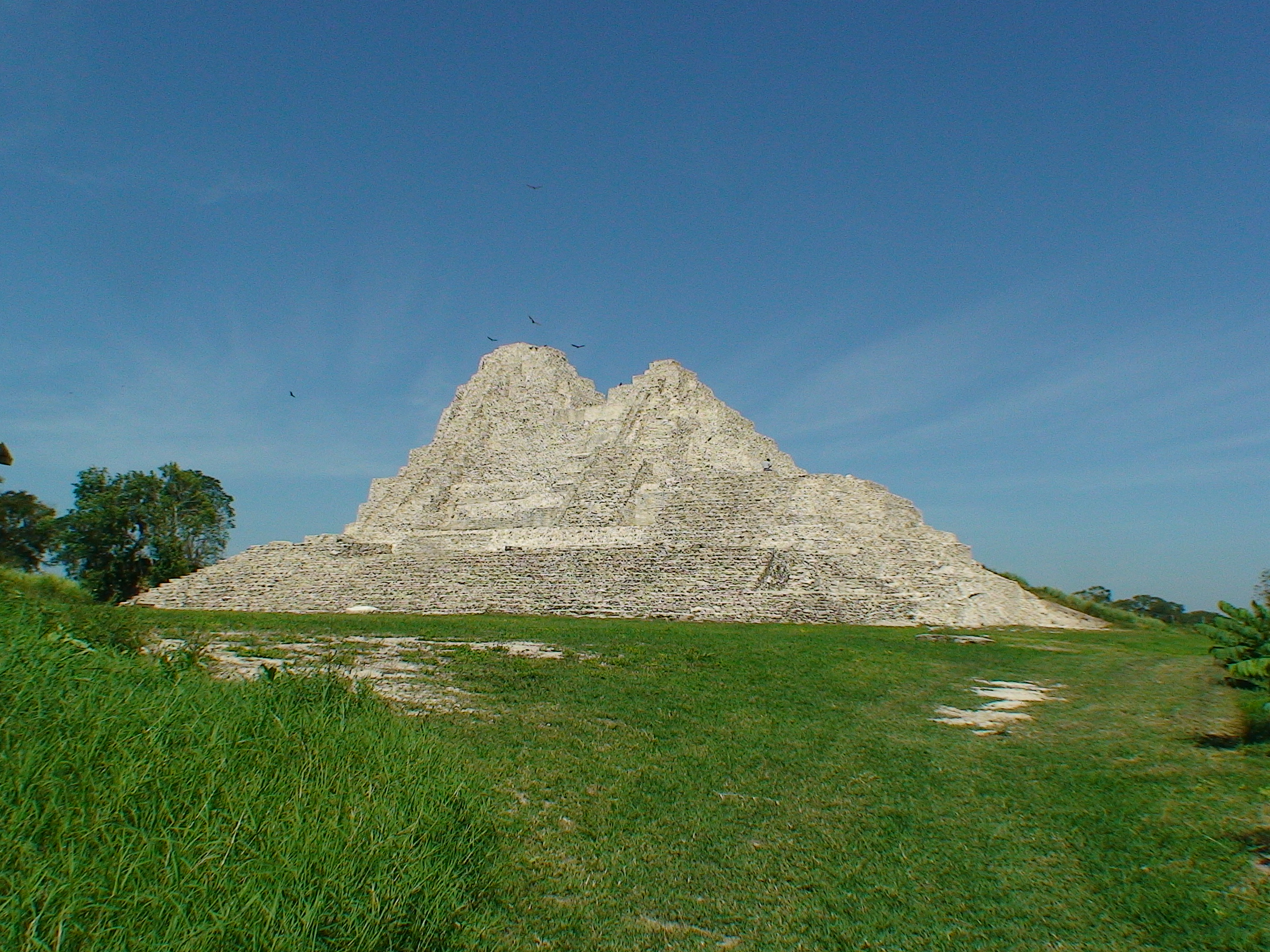
Moral Reforma

La zona oriental de Tabasco estigué dividida políticament en diverses ciutats, entre les quals sobreïxen Pomoná, San Claudio, Santa Elena i Moral Reforma.
La ciutat de Moral Reforma existia ja mil anys abans de l'arribada dels invasors espanyols i tingué el seu apogeu entre els anys 622 i 756 de; fou governada per l'anomenat rei de Moral. La ciutat era capçalera política i religiosa, utilitzada pels maies per a l'agricultura i la comercialització pels cabalosos rius San Pedro i Usumacinta, que és el més gran del país, la qual cosa convertí la ciutat en un punt de control i un port fluvial molt important.
Aquesta ciutat pertany a la conca de l'Usumacinta, igual que Pomoná, San Claudio, Palenque, Bonampak, Yaxchilán i Piedras Negras, i s'assembla a Tikal, a Guatemala i a Río Bec, a Campeche. Té una extensió de 87 hectàrees i almenys 30 monticles, alguns de grans dimensions, que es pensa que cobreixen piràmides de grandàries importants, com la piràmide doble anomenada "Edifici 14", que té una altura de 27 m. Aquesta ciutat juntament amb Santa Elena i Pomoná eren les ciutats maies més importants de l'est de Tabasco.

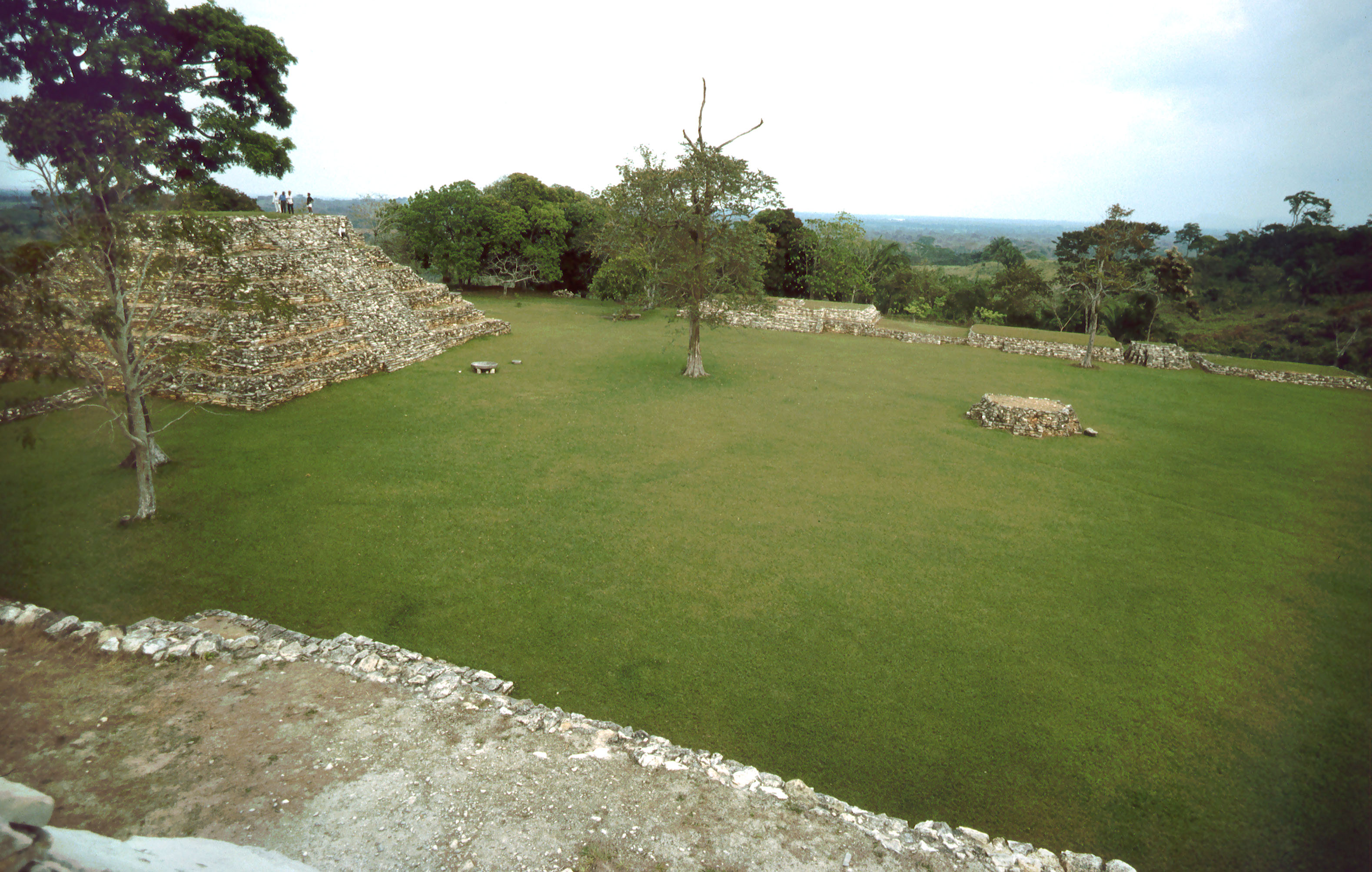
Pomoná

Pomoná, el nom original del qual era Pakbul, pertany a la conca de l'Usumacinta, igual que Moral Reforma, Palenque, Bonampak, Yaxchilan i Piedras Negras. És a l'est de Tabasco, i era una població mitjana, juntament amb les seues veïnes Moral Reforma, Santa Elena i San Claudio, amb qui practicava un intens intercanvi comercial.
La importància d'aquesta zona raïa que era el punt de control de dues grans zones: la plana sedimentària de l'Usumacinta, i les valls i serres altes. Per la seua ubicació, Pomoná tingué un paper molt important en les relacions polítiques i comercials de la zona, ja que per ací passaven els mercaders que anaven cap a la plana costanera i cap a les serres altes o al Petén. Pomoná és una ciutat cerimonial maia, capital regional, construïda sobre pujols al marge esquerre de l'Usumacinta i dividida en sis conjunts arquitectònics. La zona arribà al seu apogeu en el clàssic tardà (600 a 900 de).
San Claudio és al municipi de Tenosique. Situada a la zona de transició de la serra de Guatemala i la plana costanera del golf de Mèxic, enclavada a l'extrem sud-oriental de Tabasco. Aquesta ciutat maia pertany a les ciutats de la conca de l'Usumacinta i era una població de mitjana importància, juntament amb les seues veïnes Pomoná, Moral Reforma i Santa Elena.
A San Claudio s'han detectat dos períodes d'ocupació. El més antic data dels primers dos segles al voltant de l'inici de l'era actual i està representat sobretot per fragments de ceràmica del tipus denominat "Serra Roig", i una altra ceràmica d'acabat cerós. El segon període d'ocupació correspon al clàssic tardà, de 600 a 900 de; a aquest correspon el major volum constructiu i de població del lloc.

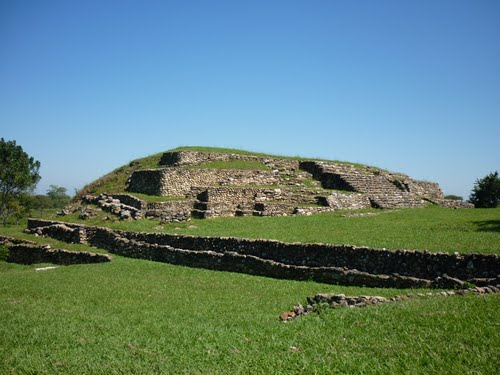
San Claudio

San Claudio, igual que altres poblacions de la zona del riu San Pedro, desenvolupà una economia complementària basada en l'explotació i comercialització de l'obsidiana i el sílex; creà una important xarxa de comercialització amb altres ciutats maies de la zona, produí objectes com puntes de projectil, ganivets, destrals i navalles entre altres instruments tallants fets de pedra foguera, una indústria que desplaçà en aquesta zona l'ús de l'obsidiana i alhora els feu independents de les xarxes de comerç d'aquest material, que en l'època ameríndia estava controlat per les ciutats més importants.
Santa Elena, el nom original de la qual era Wak’aab’-Ha’, pertany a les ciutats de la conca de l'Usumacinta; fou capital d'un senyoriu independent. Aquest assentament arqueològic està al mateix nivell que altres llocs maies, sobretot en arquitectura, en escultura, en monuments i en extensió, ja que inclou edificis monumentals en els trets arquitectònics dels quals poden identificar-se parets de maçoneria, cabirons, escales, patis, plataformes esglaonades i joc de pilota en què es trobaven làpides glífiques adossades als talussos interiors.
El jaciment arqueològic de Panhalé, el nom del qual en maia significa 'Reflex de l'aigua', es troba a la vora del riu Usumacinta, al cim d'un turó, i la seua importància en l'època ameríndia provenia de fer de mirador i lloc de control. Des d'ací, els maies controlaven el pas de les embarcacions que transitaven pel riu.
Està situat a la vora dreta del congost Boca del Cerro, que és la darrera muntanya que travessa el riu Usumacinta abans d'eixir a la plana de Tabasco.

### Període postclàssic (900 - 1520 de)

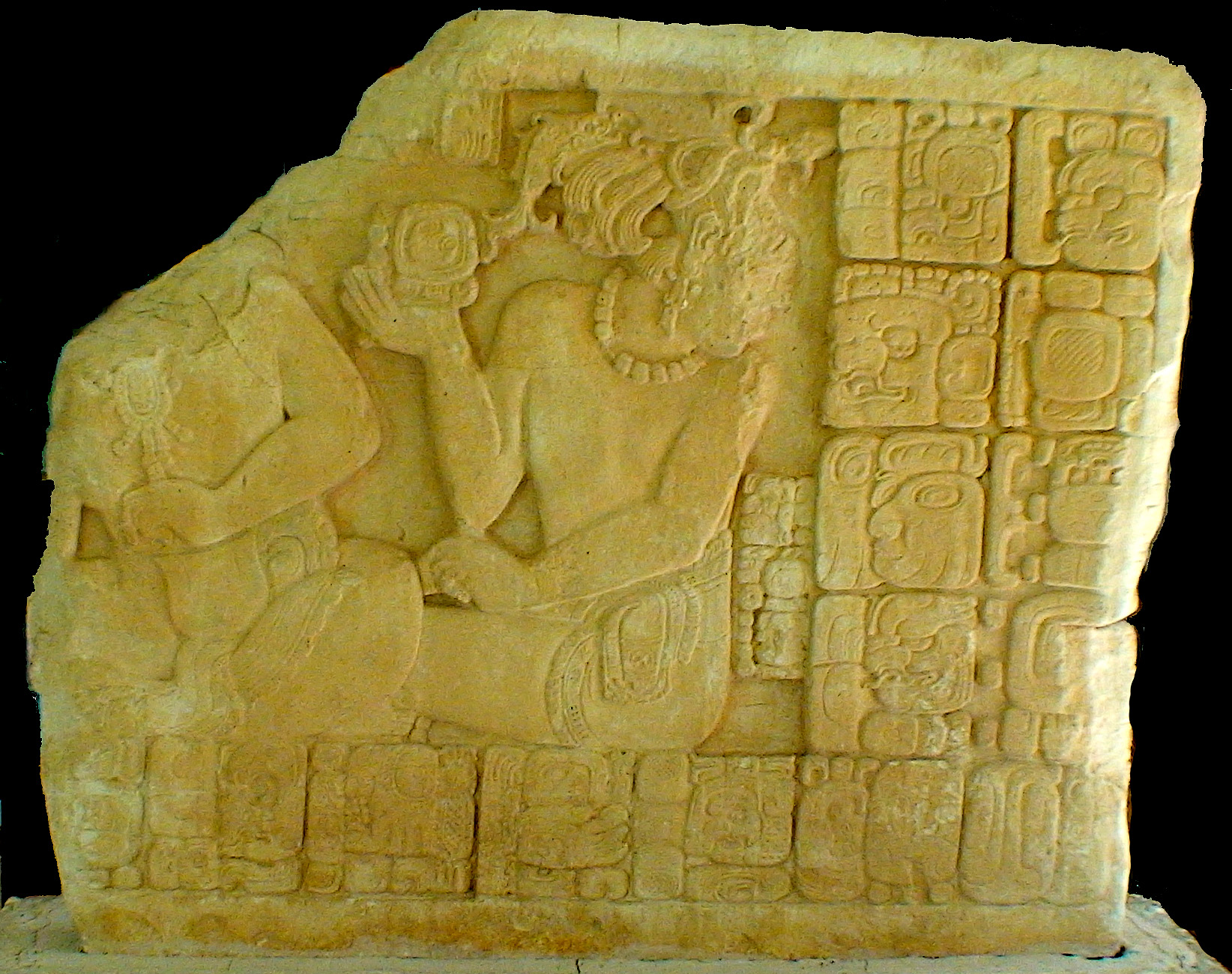
Tauler 1 o dels Escribes. Pomoná. En la inscripció apareix el glif emblema d'aquesta ciutat

Abasta els anys 900-1520 de. Abandonats els centres cerimonials maies del període clàssic després de l'anomenat col·lapse maia, la cultura maia de Tabasco es caracteritzà per una organització més simple, estructurada en petites províncies; la força generadora d'aquesta època fou un corrent migratori identificat ètnicament amb els maies arrelats a la zona, que duia amb si una cultura mestissa de fort contingut nàhuatl.
Aquest corrent, anomenat Putún o maia-chontal, vivia a l'est i sud de Tabasco i tenia estretes relacions comercials amb els pobles del centre de Mèxic i amb els grups nàhuatl establerts a la perifèria de la zona maia. La seua presència hauria de trencar amb el precari equilibri en què es mantenien els supervivents maies del clàssic, i foren els putunes els que aprofitaren la caiguda d'aquest ordre per introduir una nova forma de vida i de domini sobre la zona.
El territori on s'assentaren els putunes fou el delta dels rius Usumacinta i Grijalva, a l'actual zona central de Tabasco. En l'època de la invasió espanyola el territori considerat putún anava des del riu Copilco, a l'oest de Comalcalco, en l'actual estat de Tabasco, pels deltes dels rius Usumacinta i Grijalva, passant per Laguna de Términos, la conca del riu Candelaria, fins a l'actual ciutat de Champotón. Hereus d'una cultura de l'aigua i de l'excel·lent maneig de les xarxes de comunicació aquàtica, els putunes foren uns excel·lents navegants i mercaders, que controlaven les rutes marítimes comercials al voltant de la península de Yucatán, des de Laguna de Términos a Campeche fins al centre de Sula a Hondures.
Els putunes fundaren dues províncies: Tabasco i Acalán ('lloc de canoes') amb tres poblacions principals: Potonchan, situada a la desembocadura del Grijalva, Honochtah (Jonuta) al marge dret de l'Usumacinta, i Itzamkanac, al costat de l'actual riu de la Candelaria en un punt que no s'ha identificat amb certesa però que estava entre els límits dels actuals estats de Tabasco i Campeche. Itzamkanac era la capital d'Acalán, i Potonchán era la capital de Tabasco i dominava el comerç, relacionant-se amb els zoques i amb els habitants de les terres altes de Chiapas. En canvi, Itzamkanac estava situada massa riu amunt per arribar a ser un important port d'intercanvi.
Al territori dominat pels maia-chontals es trobaven enclavades tres províncies d'origen nàhuatl, amb qui sostenien constants guerres: Ahualulco o Ayahualulco, enclavat a la costa occidental de l'estat de Tabasco, quasi en els límits amb l'actual estat de Veracruz; Huimango, Cunduacán i Cimatán, al municipi de Cunduacán, Tabasco; i Xicalango, port situat a la costa del golf de Mèxic entre els actuals estats de Tabasco i Campeche. Això explica que molts noms de poblacions de Tabasco estiguen en llengua nàhuatl, incloent les ruïnes maies de Comalcalco.
Les cròniques maies estableixen clarament que els putunes conservaren el seu poder sobre la zona de Bakhalal i Chactemal durant el període de la dominació de Mayapán (1200-1480) però ni per això abandonaren el domini del seu antic territori al centre i sud de Tabasco, sinó que feren constants viatges d'anada i tornada a Potonchán.
Les ciutats principals durant el postclàssic foren Potonchán, Honochtah i Itzmkanac.

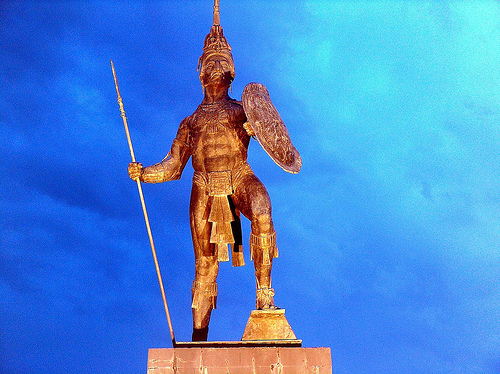
Monument a Tabscoob, cacic de Potonchán

Potonchán era una ciutat maia-chontal, capital del senyoriu de Tavasco o Tabasco, situada al marge esquerre del riu que els naturals anomenaven Tabascoi que els invasors espanyols batejaren com Grijalva. Aquesta ciutat fou un important port marítim i fluvial amb què els maia-chontals controlaven el comerç entre la península de Yucatán i les terres altes del Petén guatemalenc. Potonchán dominava una gran quantitat de pobles als quals tenia com a tributaris.
Se sap molt poc de l'arquitectura i grandària de Potonchan. Pere Màrtir en la seua crònica afirma que "hi ha una gran ciutat estesa a la vora del riu Tabasco; tan gran i cèlebre que no pot calcular-se; s'estén llepant la costa com cinc-cents mil passos i té vint-i-cinc mil cases entretallades per hortes, que estan ricament fabricades amb pedres i calç en el conjunt de la qual sobreïx admirablement la indústria i l'art dels arquitectes..."
A Potonchán al 1518 arribaren els primers invasors espanyols encapçalats per Juan de Grijalva, que s'entrevistà amb el cacic Tabscoob. Més tard, al 1519 hi arribà Hernán Cortés i tingué dos enfrontaments amb els maia-chontals, el primer en la batalla i presa de Potonchán, i un dia després la batalla de Centla, en ambdues derrotaria als chontals iniciant així la invasió del territori maia de Tabasco.
Honochtah (Jonuta) fou un important centre comercial maia ja que ací convergien les rutes comercials entre el port de Xicalango i el senyoriu d'Acalán (a les terres del municipi de Balancán). Del s. VIII al XIII, Honochtah fou un important centre manufacturer de ceràmica, la gran qualitat dels seus productes (vasos, capses, plats i figuretes de fang) la feren exportar a tota la zona maia i fins i tot als llocs més distants de Mesoamèrica. El nom maia d'aquesta població significa "Lloc dels cinc grans senyors", i fa referència al fet que per la importància comercial d'aquesta població, cada cert temps s'hi reunien governants maies de cinc importants ciutats de la zona.

### La colònia

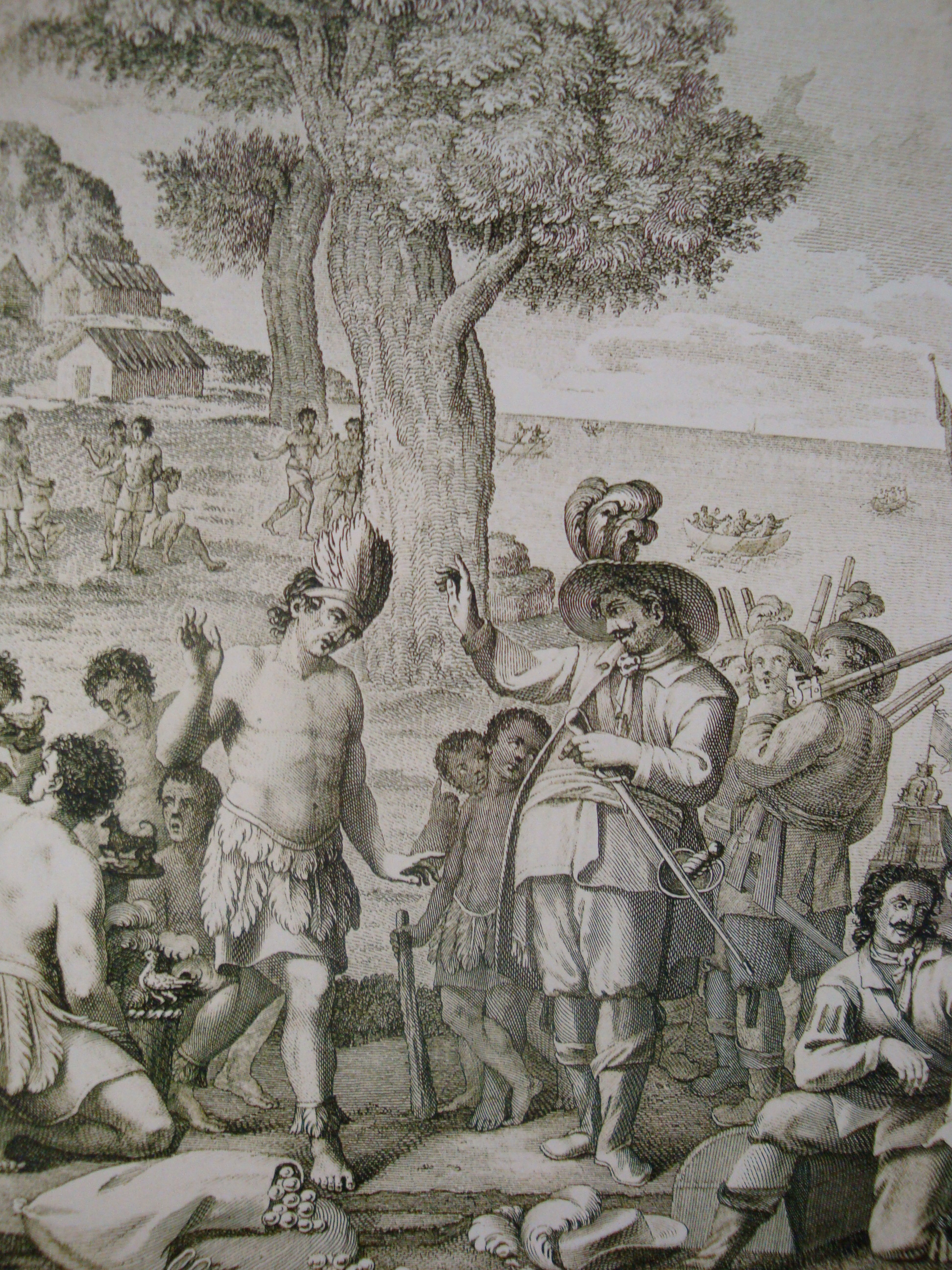
Tabscoob, cacic maia de Potonchán, entrevistant-se amb Juan de Grijalva el 1518

La invasió de Tabasco començà amb l'arribada d'Hernán Cortés el 1519, quan després de véncer als maia chontals, fundà la primera població espanyola en territori maia: Santa María de la Victoria. Amb l'arribada de Francisco de Montejo al 1529 es feren importants campanyes militars per conquistar Tabasco. El 1531 després d'una campanya militar que durà 5 anys, els americans de Tacotalpa i Oxolotán foren sotmesos. Francisco de Montejo i León, "el Mosso", reclutà per força una gran quantitat d'americans, que envià a Juan de Lerma per lluitar contra els americans de Campeche.
Les primeres incursions invasores espanyoles a l'est de Tabasco daten del 1535 quan Francisco de Montejo envià el seu lloctinent Alonso d'Àvila a conquistar aquests territoris. Després de diverses lluites amb els autòctons, Àvila fundà aquest any la vila de Salamanca de Acalán (al municipi de Balancán). Després, al 1537 Pedro de Alvarado, envià des de Guatemala el seu capità Francisco Gil, que hi fundà la vila de San Pedro Tanoche (al municipi de Tenosique). Ambdues poblacions foren abandonades als pocs mesos a causa de l'hostilitat ameríndia.
Haurien de passar 45 anys d'intenses campanyes militars perquè al 1564 foren derrotats els darrers americans de Tabasco.
Ja en època colonial, en la llavors província de Tabasco la corona espanyola establí el règim de "encomandes", d'aquesta forma els pobles indígenes eren encomanats a espanyols perquè aquests visqueren de cobrar tribut als amerindis, la qual cosa es concretà en una terrible explotació dels indígenes. En aquests anys prosperaren les hisendes, en les quals es donava als nadius un tracte immisericorde.

#### La rebel·lió maia de 1668 a 1671
Durant la segona meitat del s. XVII es produí a Tabasco un augment considerable en l'explotació dels pobles autòctons amb mètodes aparentment reglamentats com les contribucions, i sobretot amb els anomenats "repartiments forçosos" d'espècies o mercaderies, que usaren els espanyols per al seu enriquiment personal, alhora que utilitzaven el seu poder per a interferir en el nomenament de les autoritats indígenes de les comunitats amb la finalitat de fer més fàcil l'abús i l'explotació.
És així com el 1668, quan era alcalde major de Tabasco Francisco Maldondo de Texeda, la magnitud dels abusos i l'arbitrarietat per part de les autoritats colonials sobre les comunitats mexicanes desembocà en aixecaments i revoltes dels pobles de la zona de l'Usumacinta. Aquest any, els pobles de Multé, Popane, Istapa, Balancán, Santa Ana, Usumacinta, Petenecté, Tenosique i Canitzán s'aixecaren contra els espanyols.
Durant el temps de la revolta, aquests pobles estigueren fora del control colonial, del pagament de tributs i dels restants "serveis" a la corona espanyola i a la seua Església. Poc temps després, la rebel·lió s'estengué a altres pobles com Sahcabchén i Popolá a Campeche, la qual cosa permeté als revoltats assentar-se en un territori ampli i sense sotmetre's als espanyols, situats a la base de la península de Yucatán, El Petén i la serra de Tabasco i Chiapas.
Els espanyols no podien entrar al territori, i els que habitaven als pobles revoltats foren expulsats o assassinats. Les autoritats intentaren sotmetre per tots els mitjans els mexicans sense aconseguir-ho. El 1671 les autoritats colonials rellevaren del càrrec Fransico Maldonado i nomenaren nou alcalde major de Tabasco Miguel Fernández de Rivero, que nomenà al prevere Cristóbal Ruiz intermediari de conciliació. Ruiz s'entrevistà amb totes les autoritats dels pobles revoltats, però després de diversos mesos, els mexicans continuaven revoltats.
És així com després de tres anys d'alçament, davant el fracàs de no poder convéncer pacíficament els amerindis revoltats i malgrat les exhortaciones del govern virreinal perquè el procés fos pacífic, l'alcalde Fernández de Rivero formà una Companyia de Pardos per enfrontar-se als revoltats. Durant els enfrontaments, mataren una gran quantitat de mexicans, i aconseguiren a la fi de 1671, la submissió dels pobles maies revoltats.

## Entorn

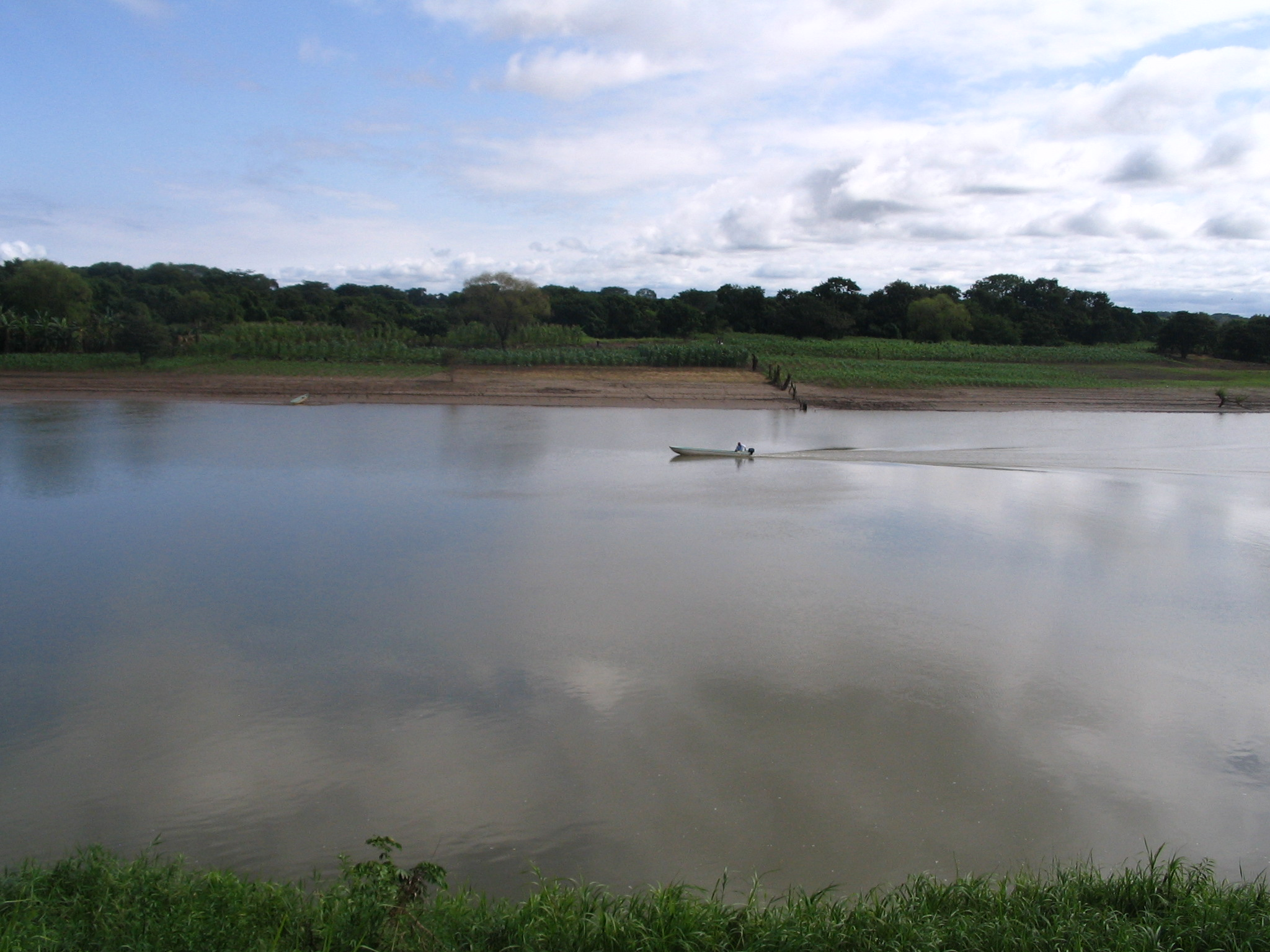
El riu Usumacinta representà per als maies de Tabasco una important ruta comercial i de transport

Els maies de Tabasco s'assentaren a les ribes dels rius, originàriament al delta del riu Mezcalapa, i després als rius Grijalva, Usumacinta i Seco, una zona de rius, rierols, llacunes i pantans on predominava el transport aquàtic, la qual cosa els feu grans navegants i comerciants. Els maies de Tabasco realitzaven intenses activitats comercials amb els grups de la península de Yucatán, tant per rius com pel mar vorejant la península i comerciant amb els ports del golf de Mèxic; pels rius, comerciaven amb grups maies de la serra de Chiapas i El Petén guatemalenc; fins i tot, hi ha evidències que comerciaven amb llocs tan llunyans com el port de Nito, a la costa atlàntica guatemalenca i Naco a Hondures.
Per comptar amb una producció agrícola suficient per satisfer la demanda de les seues ciutats i comerciar amb altres grups, els maies de Tabasco empraren diverses tècniques agrícoles com l'artigatge, els camps alçats, els cordons litorals i les àrees negables per aprofitar la humitat del sòl i conrear de manera intensiva.

## Alimentació
Tenien una alimentació molt variada, amb una base de dacsa, juntament amb cacau, fesols, xiles, carabassa, alvocat, moltes altres fruites i arrels.
Les proteïnes les obtenien d'animals com cérvols, tapirs, senglars, armadillos, micos, paques, conills, tortugues, galls dindi, iànecs, txatxalaques, i una extensa varietat de peixos i crustacis.

## Idioma
Al llarg de la seua història, els maies de Tabasco s'han autoanomenat yoko yinikob o yoko winik, que es tradueix com 'humans veritables' i el seu idioma, el denominen yoko'tan, que significa 'paraula veritable'. Actualment encara és tema de debat l'idioma que parlaven els maies de Tabasco durant el període clàssic (300-900 de); els estudis lingüístics sobre les llengües maies han revelat que el chontal se separà del chortí i del chol entre els anys 670 i 870 de. Aquestes dades permeten sostenir que en bona part de la seua història prèvia a l'arribada dels espanyols els maies de Tabasco tenien la mateixa llengua o llengües molt semblants.

## Fesomia

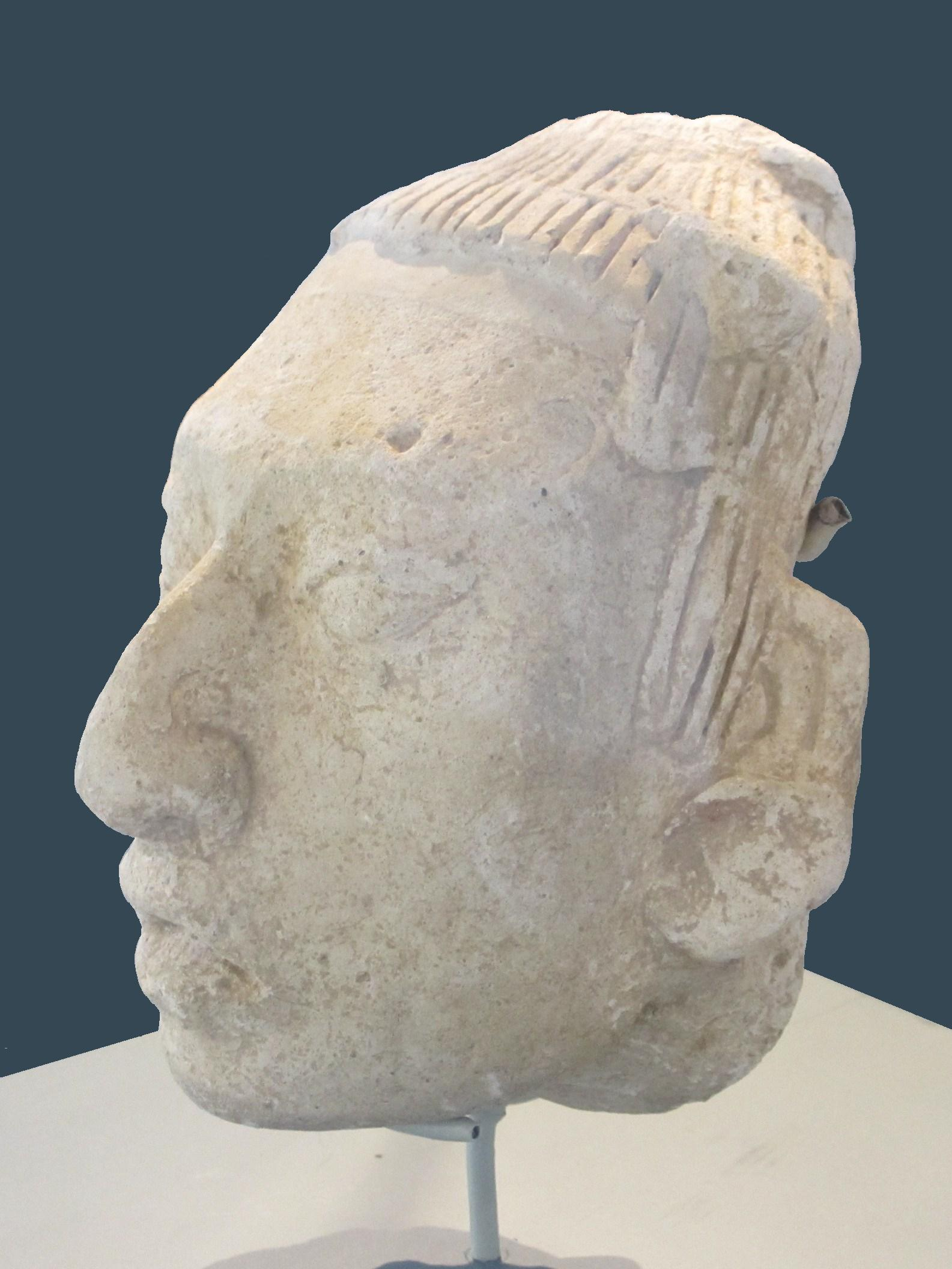
Cap maia de Comalcalco, en què s'observa la deformació craneana practicada pels maies

### Trets físics
Els trets físics dels maies de Tabasco són molt semblants als d'individus maies d'altres latituds, d'alçada relativament baixa, els homes tenen de mitjana 1,60 m i l'alçada de les dones era de mitjana d'1,50. Eren de complexió robusta, pell bruna, ulls ametllats, nas aguilenc, i cabell fosc i llis.
Practicaven la "modificació intencional" del cos de manera temporal o permanent, incloent la deformació del crani, el llimat i la incrustació de pedres a les dents, l'alteració del pont del nas, els tatuatges, la pintura corporal, les perforacions i les escarificacions. Aquestes modificacions del cos, lluny de tenir una fi solament estètica i d'ajustar els trets corporals als cànons de bellesa preestablerts, tenien un paper simbòlic i assenyalaven les diferències socials.

### Vestit
El vestit, pentinats, tocats i ornaments s'utilitzaven d'acord amb el gènere, l'edat, el rang, l'estatus social, el rol laboral i l'àmbit de l'acció en què vivien les persones.
Les dones se solien vestir amb una faldilla llarga i una peça superiór de diverses formes i dimensions; les dames d'elit complementaven aquest abillament amb collarets cridaners, orelleres i braçalets.
Els homes vestien amb una espècie de calçons. Els pertanyents a la noblesa utilitzaven rics i sofisticats abillaments brodats amb gemmes i plomes, capes curtes, jaquetes elaborades de pell de jaguar o de cotó. Dins dels ornaments portats pels homes destaquen les orelleres, arracades de nas, anells, braçalets i incrustacions a la barbeta sota el llavi inferior.
Dins dels accessoris complementaris hi havia turbants, plomalls, capells, barrets i diademes.

## La societat

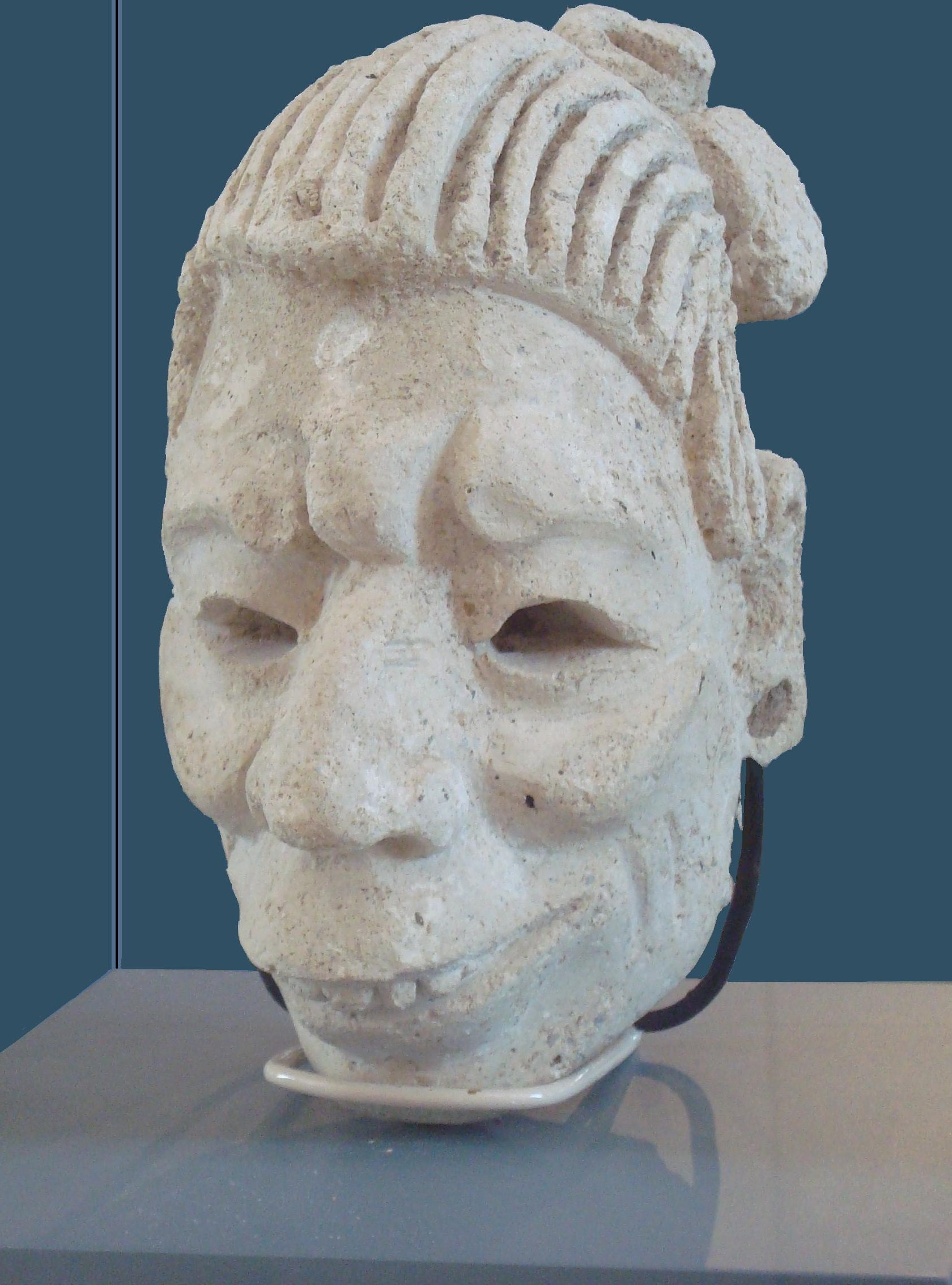
Escultura de cap de dona. Comalcalco

Els maies estaven constituïts en societats fortament estratificades, per la qual cosa cada grup acomplia tasques precises en virtut de la seva pertinença a una família o llinatge, a un gènere o grup d'edat.
Les diferències socials entre els maies de Tabasco eren molt importants i marcaven el destí dels individus.
La noblesa era a la part més elevada de l'estrat social. Aquest grup monopolitzava el poder i l'autoritat doncs detenien els càrrecs polítics i religiosos. El governant de la província o senyoriu era l'Halach Uinik o també Ahau. L'heretava una sola família i passava del pare al fill major. L'Halach Uinik era al mateix temps el Batab o cap local de la ciutat on vivia i tenia sota el seu comandament els caps locals anomenats Bataboob.
Després estaven els Ah Cuch Caboob, administradors dels barris de les ciutats, i sota ells estava la categoria de comandament més baixa que eren els Tupiles, una espècie de policies que mantenien l'ordre i el compliment de la llei.
Els sacerdots, també anomenats Ahkincob, tenien la mateixa categoria que els Bataboob o caps locals. El suprem sacerdot era l'Ahuacán, 'senyor serp'. El càrrec de sacerdot també era hereditari i estava reservat a unes poques famílies de la noblesa. Després estaven els Chilames, els endevins, encarregats d'interpretar els missatges que enviaven els déus; i els encarregats de realitzar els sacrificis rituals eren els Nacom.
Els mercaders professionals també pertanyien a la noblesa ja que, com a bons comerciants, els maies consideraven de gran importància l'activitat mercantil, a més que els mercaders informaven de les rutes i les possibilitats econòmiques i defensives de senyorius i províncies rivals, per la qual cosa eren grans aliats dels caps militars i dels Batab.
Sota la noblesa hi havia la gent comuna, que era la més nombrosa i encloïa els camperols, pescadors, paletes, artesans, teixidors, carregadors, els qui realitzaven activitats agrícoles i de producció tant per l'autoconsum com per a la noblesa. També eren els encarregats d'esculpir les esteles i les pedres per als edificis, construïen calçades i temples, decoraven façanes i amb el seu tribut i treball sostenien la noblesa.

### Les dones

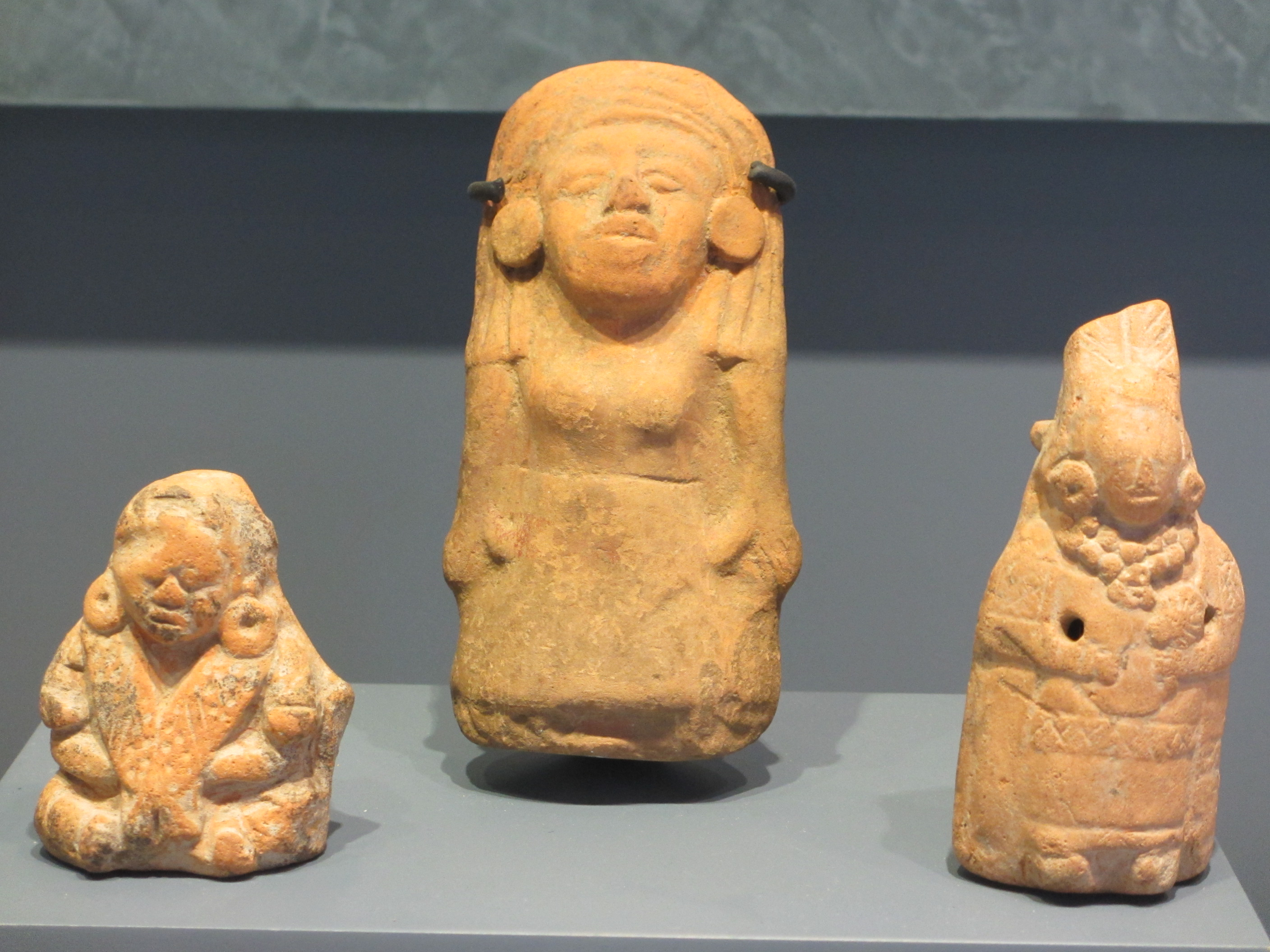
Figures amb imatges de dones fetes en fang. Comalcalco

En la societat maia, les dones eren a voltes tan importants com els homes, ja que arribaren a ser regents i governants, i amb el matrimoni, eren la base de les aliances estratègiques entre els diversos senyorius i províncies maies. Un clar exemple n'és quan Pakal II senyor de Palenque es casa amb la reina vermella de Tortuguero, la qual cosa significà una forta relació sanguínia entre les dues ciutats.
Dins de l'àmbit familiar, les dones elaboraven peces de ceràmica, teixien cotó i elaboraven menjars i begudes durant les festes religioses.

## Religió
La importància de la religió dins la cultura maia està plasmada en tot l'entorn de les ciutats, es pot apreciar en rajoles decorades a Comalcalco, escultures i esteles a Moral Reforma o a Tortuguero, totes associades a deïtats o rituals d'adoració.
Són notables els fòssils de dents de tauró, que eren usats pels maies de Tabasco com a símbols de les èpoques passades quan el món estava cobert pel mar, la qual cosa representava l'origen de la seua mitologia.

### Déus

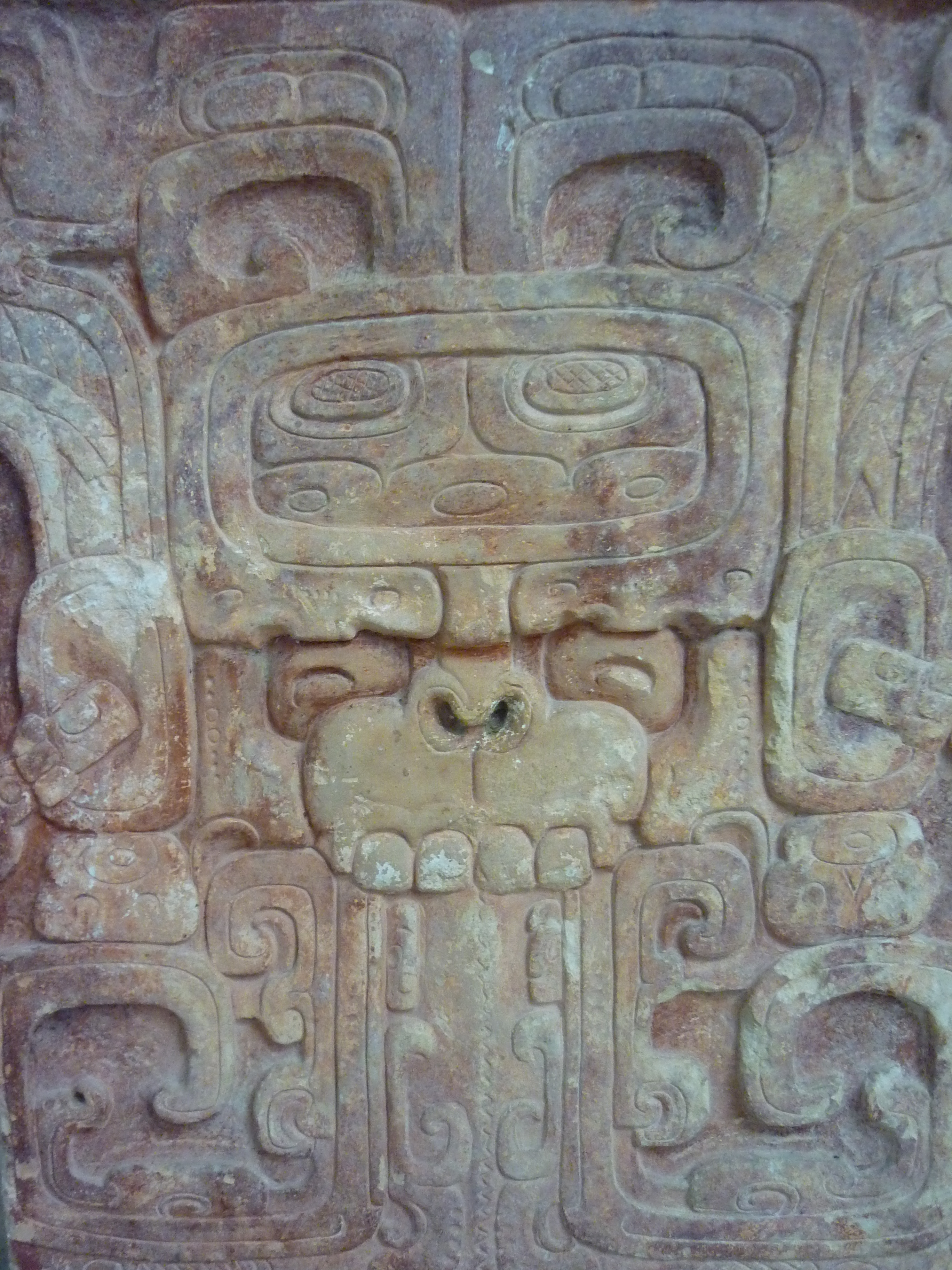
Mascaró del déu de la mort trobat a Pomoná

Els maies creien en l'existència de molts déus, amb diverses manifestacions i advocacions. Les deïtats podien tenir un aspecte juvenil, adult o senil, adoptar les atribucions d'un gènere o d'un altre, o fins i tot aparéixer en diferents àmbits.
Per a aquest poble eminentment agrícola, les principals deïtats durant el període clàssic foren:
- Itzamnaaj: Déu del cel
- Chaahk: Déu de l'aigua i de la pluja
- K'inich Ajaw: Déu del sol
- Yum Kaax: Déu de la dacsa
- Ek Chua: Déu del comerç

Durant el postclàssic en els còdexs apareix amb més claredat:
- Muku leh chan: així anomenaven els maia chontals Kukulkán: i representava el déu vent anomenat també serp emplomallada. Aquesta creença, la dugueren a l'Altiplà central els putunes, itzáes i tolteques
- Yum Kimil: Déu de la mort
- Ix Chel: Dea de la lluna
- Alaghom Naom: Dea de la terra

Les deïtats habitaven en els tres plans en què es dividia l'univers:
El cel, compost per 13 nivells.
La terra, com un espai de quatre rumbs.
L'Inframon: anomenat Xibalbá, format per 9 nivells.

### La mort

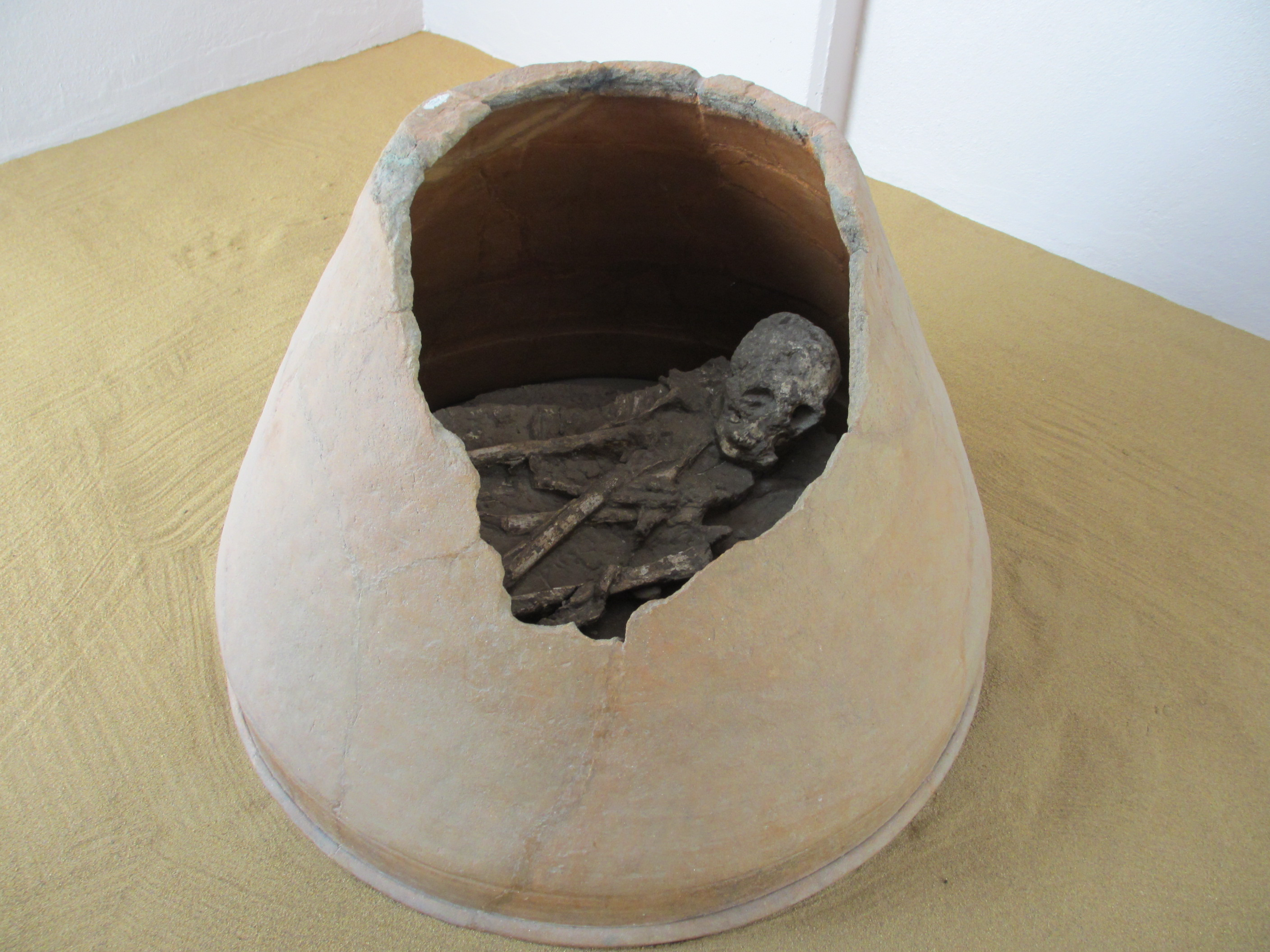
Urna funerària descoberta a Comalcalco

Si bé l'inframon era el destí de totes les persones que morien, els maies de Tabasco no el concebien com un "infern", sinó més aviat els seus temors se centraven a no poder controlar a la natura, que se'ls presentava a voltes indomable i destructiva.
Segons la religió maia, després de la mort l'ànima emprén un camí a Xibalbá (Metnal, Món Subterrani o Inframon), on ha de travessar un riu ajudat d'un gos (el xoloitzcuintle). El fet de portar una peça de jade li facilitarà les coses. El pelegrinatge acabarà al sud on arriba l'ànima (per als maies l'inframon s'associava al sud i al color groc). Hi ha, però, un paradís al cel on les ànimes afortunades dels guerrers morts en combat (mort sagrada) acompanyen al Sol.
Entre els diferents tipus de mort sagrada a Mesoamèrica hi ha: les dones embarassades mortes en el primer part; les persones ofegades, suïcides, mortes de lepra o sacrificades i els guerrers morts en batalla, doncs la qualitat de vida (bona o dolenta) no importava tant com la forma de morir. Al final, les ànimes dels que morien sagradamente també baixaven a l'inframon. Els maies consideraven que l'ànima d'una persona que anava a l'inframon renaixia en un individu de la mateixa espècie, sense cap record de la vida anterior.
Els maies conservaven els cranis dels avantpassats i els feien ofrenes d'aliments (ritu als avantpassats).

### Rituals

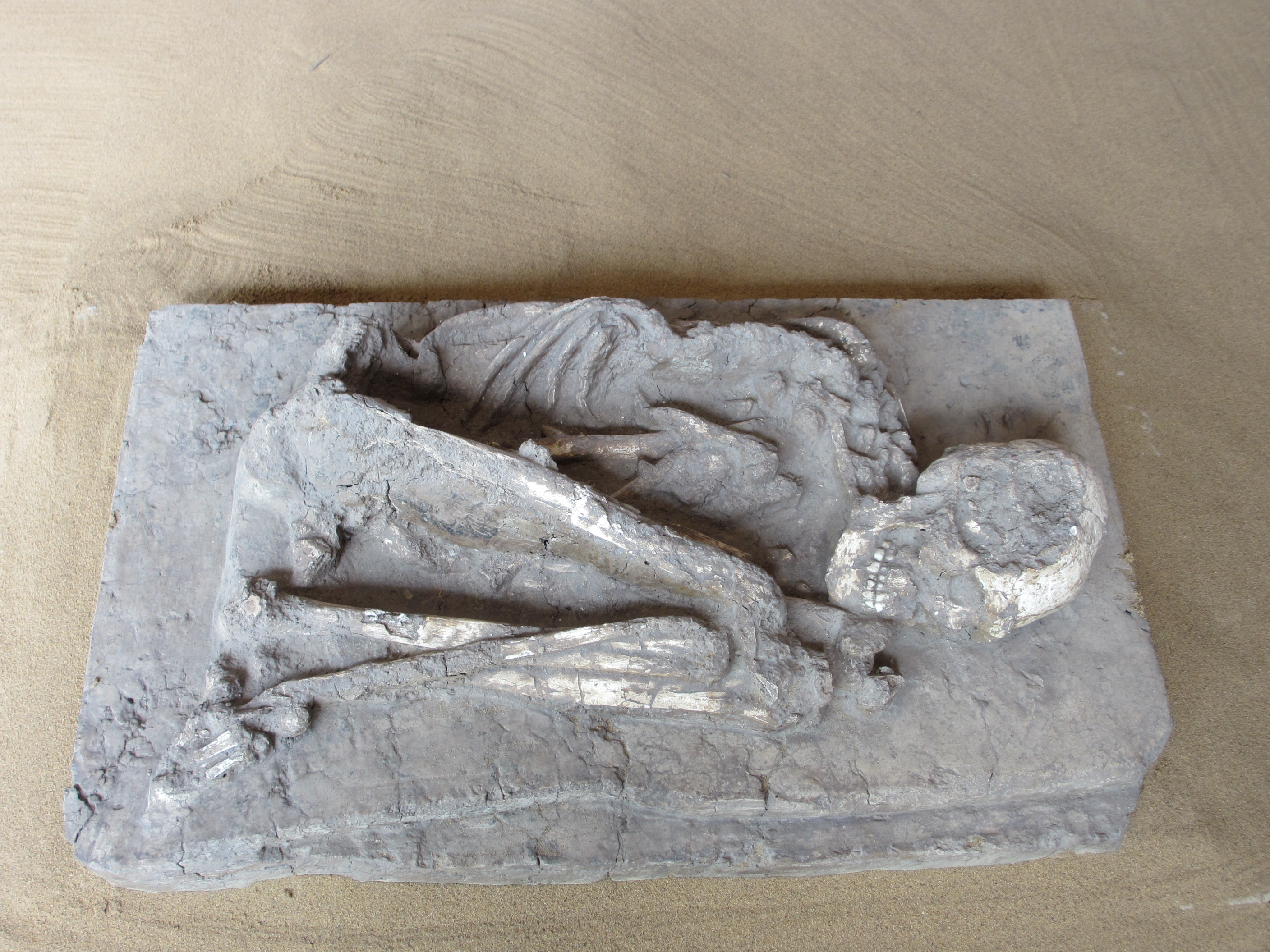
Enterrament maia descobert a Comalcalco

La varietat de déus implicava la realització de rituals en què s'empraven encensers i atuells per ofrenar a les deïtats, ja fora mitjançant l'autosacrifici dels governants, el sacrifici d'animals o d'éssers humans.
Els rituals en totes les ciutats maies de Tabasco incloïen una gran quantitat d'objectes, utilitzats en les diverses festivitats, celebracions o ritus religiosos. A Comalcalco s'han trobat rajoles decorades amb imatges mítiques, arracades, o fins un punxó esgrafiat elaborat en l'espina d'una rajada: es creu que els governants i personatges de l'elit l'utilitzaven per a les cerimònies d'autosacrifici.
Els maies de Comalcalco dipositaven els difunts als pisos de les cases i els amortallaven i dipositaven en urnes funeràries. Les persones dipositades en urnes de fang corresponen a la noblesa, i les acompanyaven amb ofrenes com capsetes i vasos de fang pintats, figuretes, navalles prismàtiques d'obsidiana i pedra foguera, objectes de petxina, jadeïta, caragols, dents de tauró, jaguar o cocodril, closques de tortuga i punxons de cua de rajada.
A Comalcalco s'han trobat tres tombes i 14 enterraments funeraris dels quals 7 eren en urnes de fang, així com el panteó descobert a la perifèria de la ciutat amb 116 enterraments.

## Arquitectura

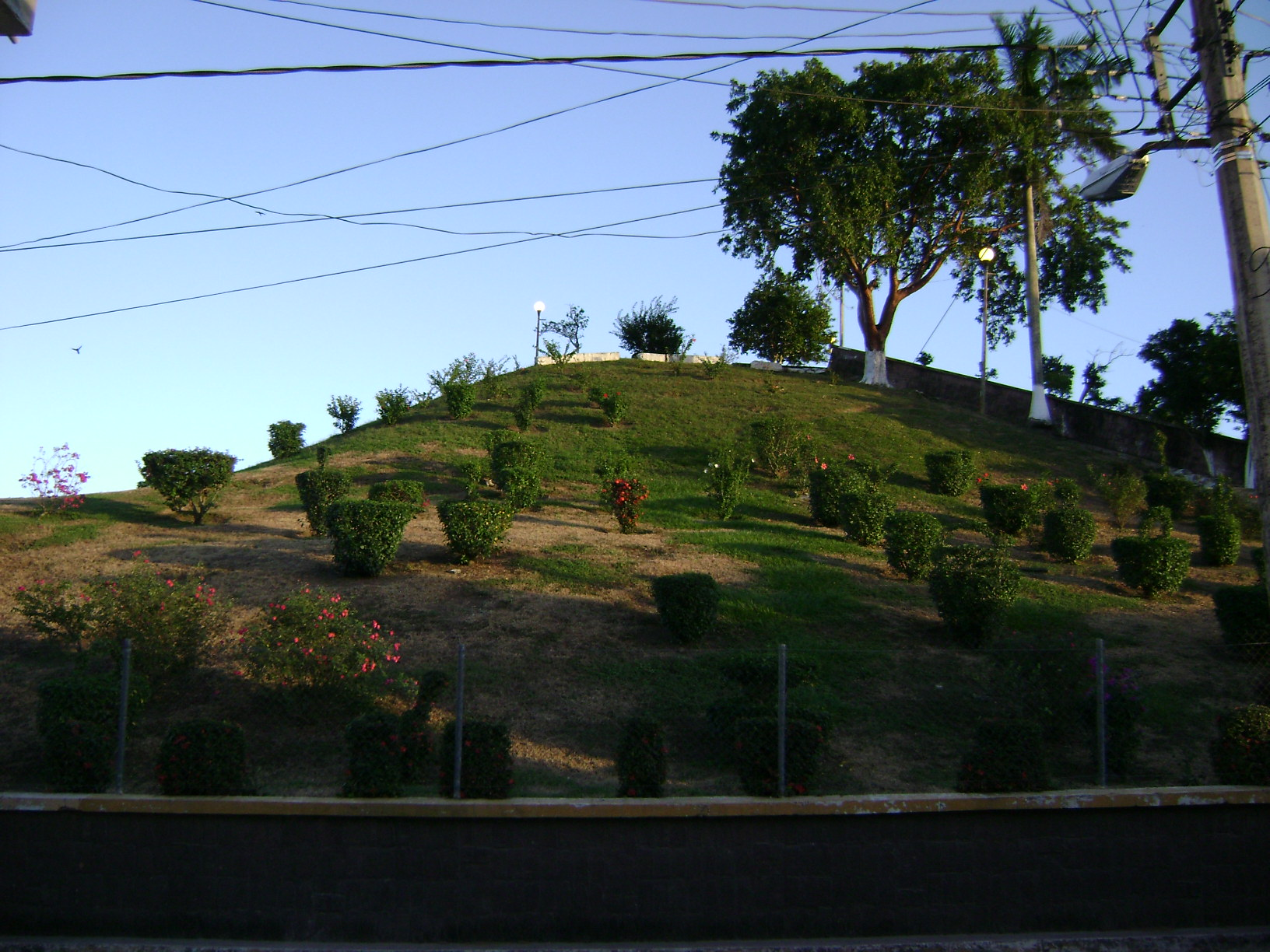
Piràmide d'argila al centre de Jonuta

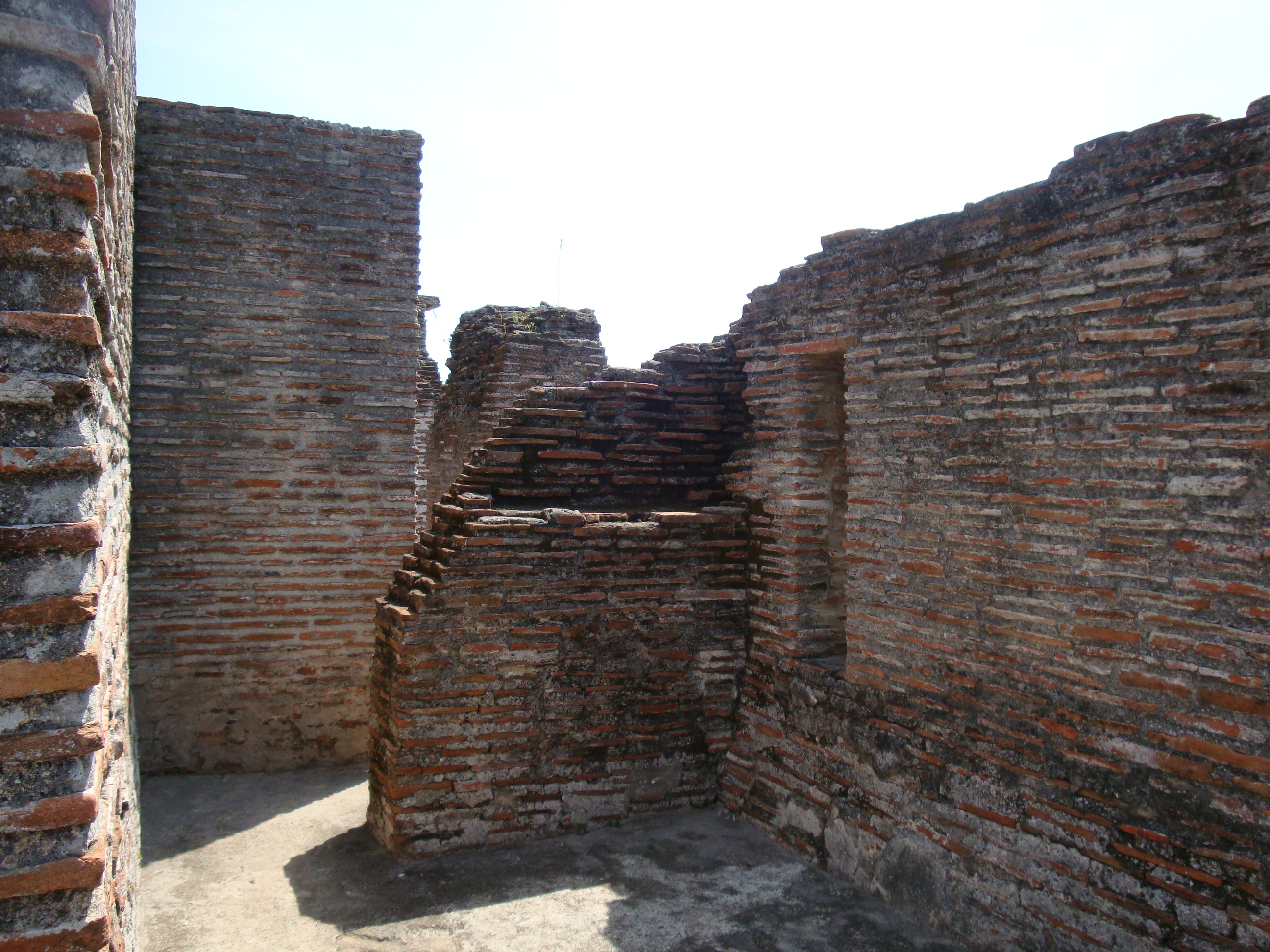
A Comalcalco els maies construïren les piràmides amb maó i estuc

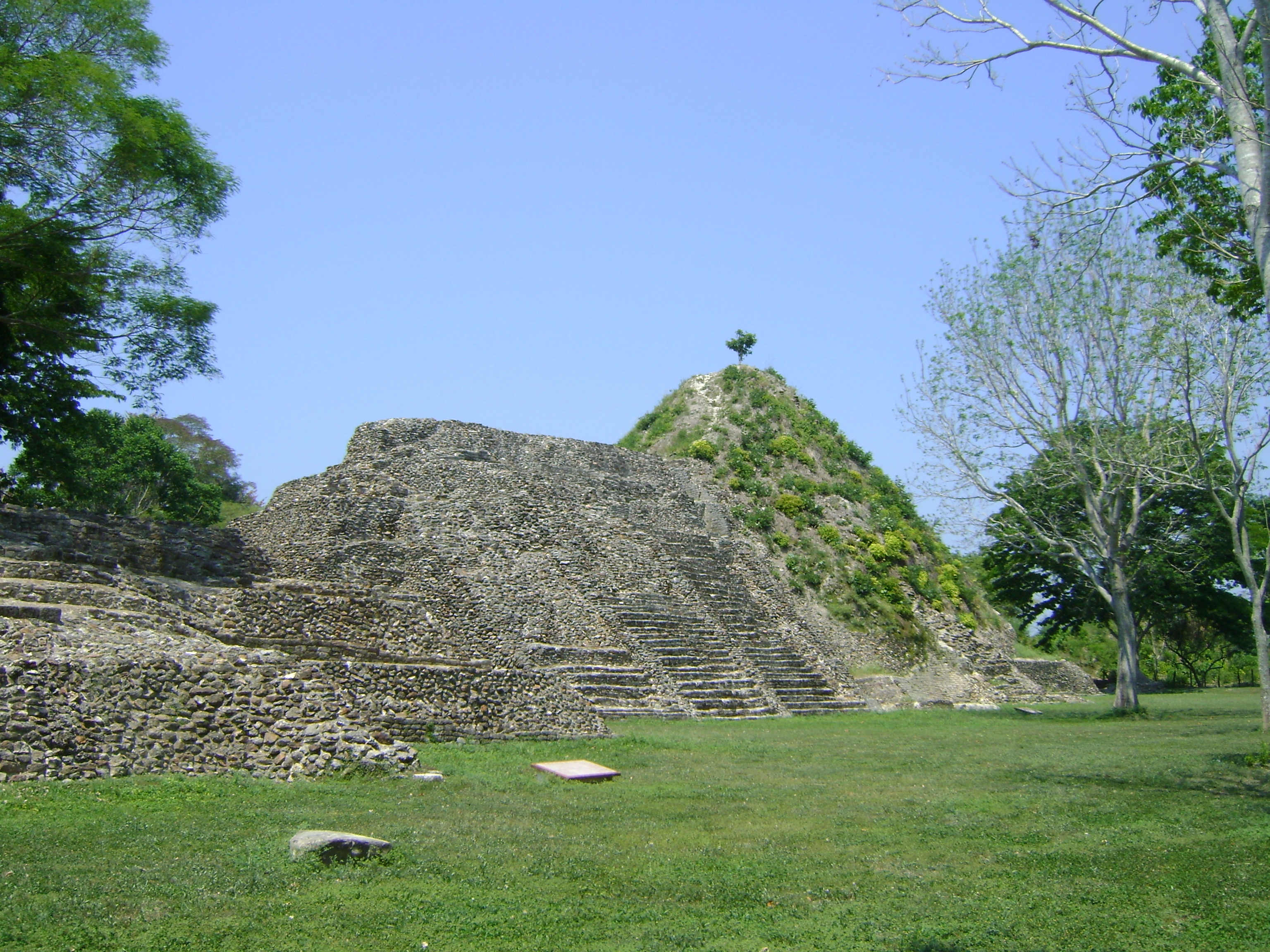
A Moral Reforma les piràmides es construïren amb gres i pedra extreta del riu San Pedro

### Materials de construcció
Durant el període clàssic els maies de Tabasco utilitzaren diversos tipus de fusta per construir les cases i altres estris com piragües, així com fulles de palma nugades amb liana per fer els sostres. Per l'escassetat de pedra a la zona, la terra es treballava hàbilment per alçar construccions monumentals de terra com l'existent en l'arquitectura de moltes ciutats de Tabasco com El Bellote, Tecominoacán o Zapotal.
Al principi, a Comalcalco els maies edificaren els temples fent plataformes de terra i recobrint-les d'estuc. Més endavant, elaboraren rajoles cuites d'argila pegades amb una barreja d'estuc de petxina d'ostra, per alçar impressionants construccions.
A les ciutats de l'Usumacinta, on era abundant el gres i els còdols dels rius, els maies edificaren grans temples com a Moral Reforma, amb la seua piràmide doble de 27 m d'alçada, Pomoná, Panhalé, San Claudio, amb les seues terrasses artificials, Santa Elena amb edificacions monumentals, Tiradero i Tierra Blanca.
En el postclàssic no s'edificaren grans temples; els maia-chontals feren una arquitectura més simple a força de terra i materials peribles per construir cases, fusta per a les parets i fulla de palma per als sostres. A Xonuta, per manca de pedra a la zona, els maies construïren piràmides monumentals d'argila compactada: la principal, amb una elevació de més de 20 m, encara existeix al centre de la ciutat moderna, des del cim de la qual es pot observar la gran plana.
Com que els materials usats en la construcció durant el postclàssic eren peribles no hi ha en l'actualitat restes de les antigues poblacions maiachontals de Tabasco. Les poblacions antigues com Potonchán, Zaguatán, Cupilcom, Nacaxuxuca, Mazateupa, Tucta, Tamulté, Istapa, Petenecté, Taxagual, Chilapam i altres, foren esborrades de la terra.

### Estils arquitectònics
1.Nord-occidental: edificis amb elegants escultures en estuc i pedra llaurada. Edificis petits amb grans cambres i alts falsos arcs maies. Les obertures (espais buits als murs) són amples: donen als interiors llum i ventilació, com a Comalcalco i Tortuguero.
2.Riu Bec: edificis de torres paral·leles, cantonades arredonides i escales simbòliques (escales quasi verticals i impossibles de pujar. El temple té com a porta una simple esquerda). La decoració inclou màscares de forma animal i dissenys geomètrics, com a Moral Reforma.
3.Usumacinta: edificis com temples en elevacions naturals (no plataformes piramidals), amples murs, cambres estretes, alts falsos arcs maies i cresteries de doble mur amb nínxols, com a Pomoná i San Claudio.

## Ceràmica

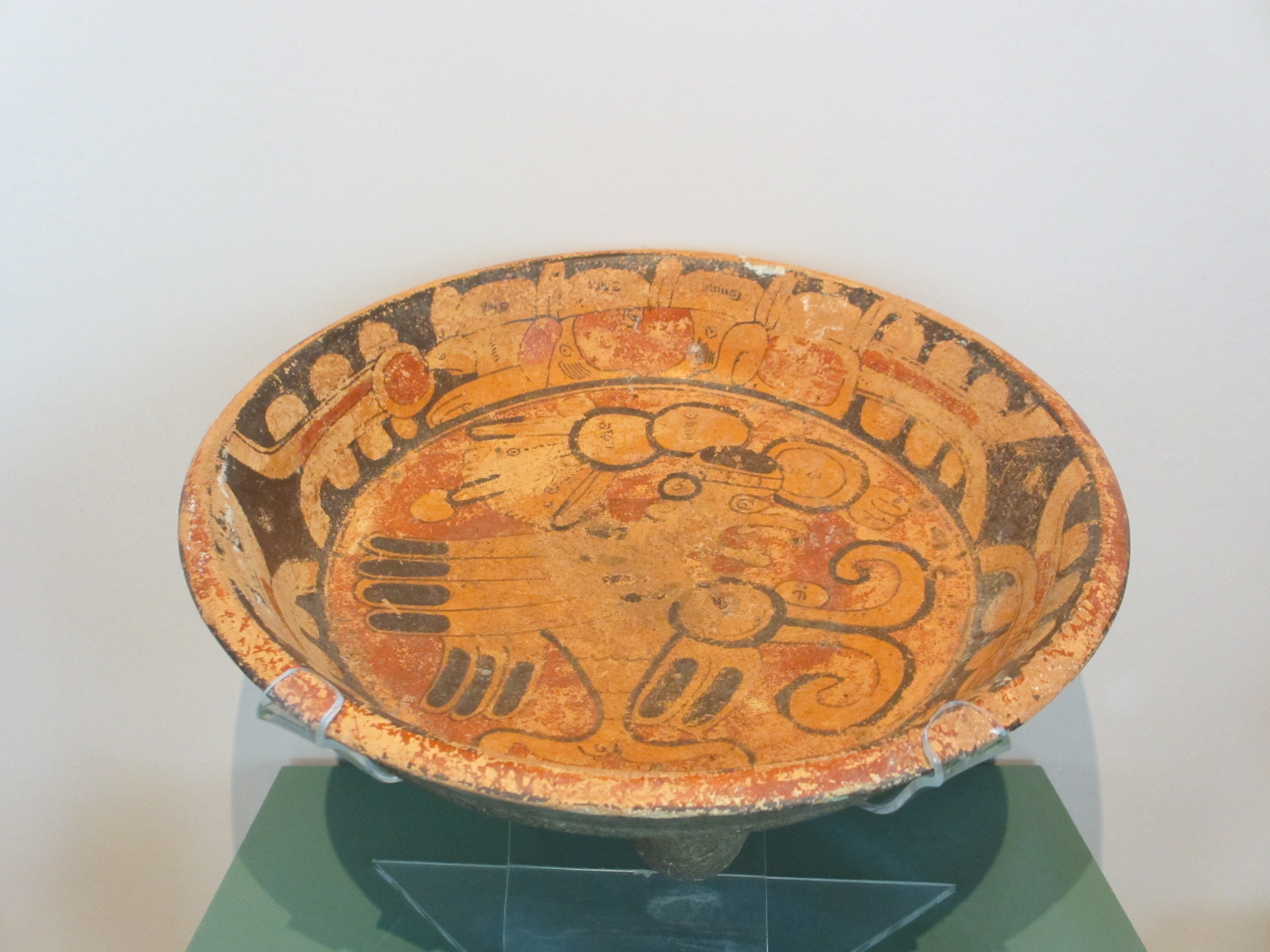
Plat elaborat pels maies de Tabasco

Els maies aprofitaren les diverses matèries primeres de la zona, com l'excel·lent fang de les planes al·luvials, per a l'elaboració de plats, vasos, olles, capses i figuretes que comercialitzaven amb ciutats d'altres zones.
Els vasos de tipus "còdex" eren característics dels maies del període clàssic i hi solien representar, amb una qualitat pictòrica excel·lent, rituals, escenes quotidianes, de joc de pilota, de la mitologia i de la creació. També representaven les gestes dels seus governants i personatges importants.

## Comerç
Els maies de Tabasco efectuaren un intercanvi comercial intens, que abasta del període clàssic al postclàssic (del 600 de al 900 de); d'aquest període han quedat moltes proves arqueològiques: a Comalcalco, per exemple, s'han trobat destrals de coure provinents del que hui és Michoacán, així com també maces de pedra i de paper d'atzavara originaris de la zona actual de Pobla. D'altra banda a Veracruz i Campeche han aparegut figuretes i ceràmiques amb tot l'estil maia de Comalcalco. San Claudio era un important centre exportador de puntes de fletxa de sílex que es comercialitzaven a moltes ciutats, algunes tan llunyanes com Nito a Guatemala i Naco a Hondures. Xonuta era un gran centre manufacturer de ceràmica per la qualitat del fang de la zona; la mercaderia era comercialitzada a moltes ciutats llunyanes com Chactemal i Bakhalal a la costa del Carib.
Els maies també comercialitzaren productes naturals com: cacau, pebre, diverses arrels, fruites, peixos i productes forestals.

## Música

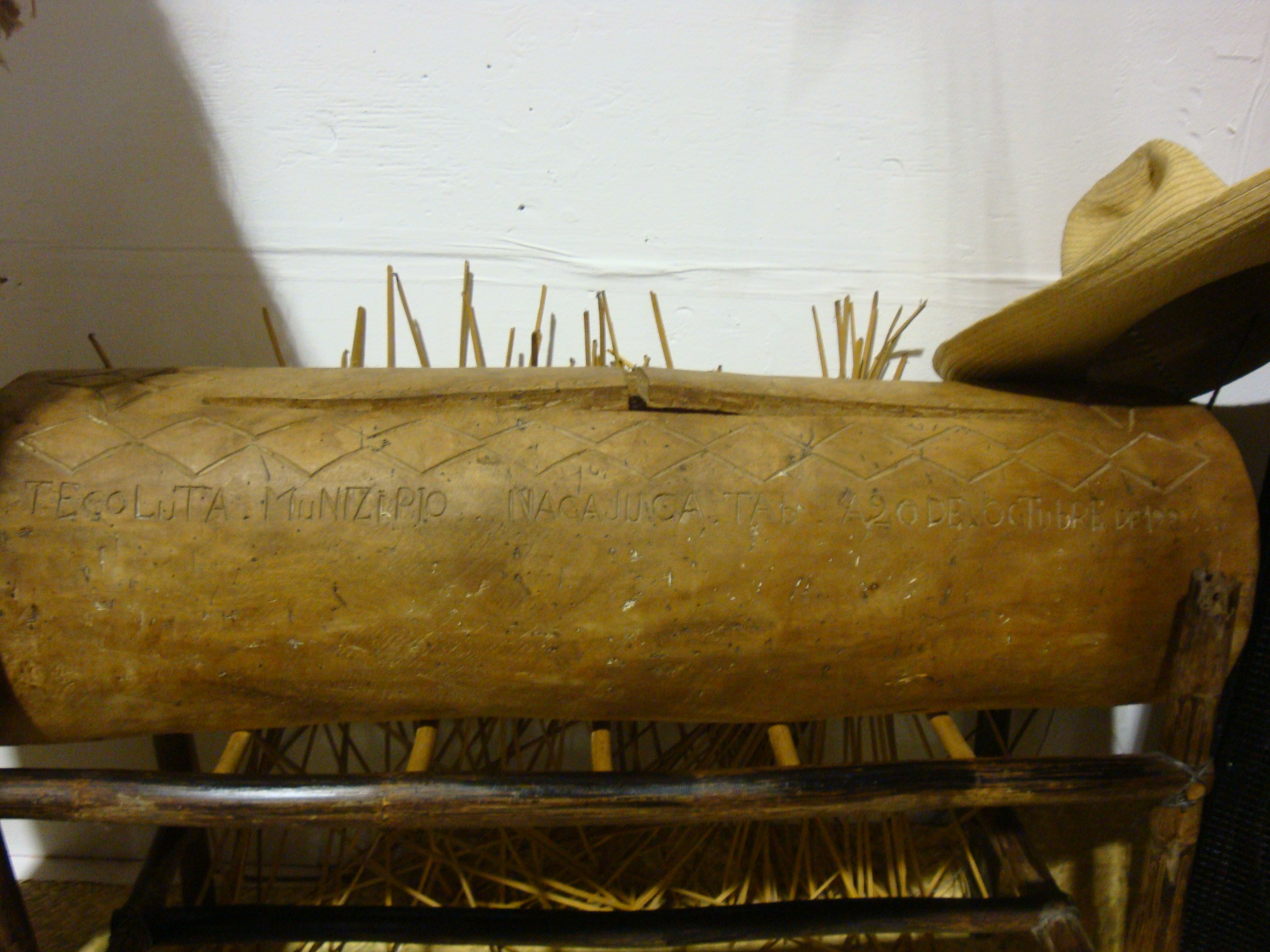
El tunkul

La música dels maies de Tabasco es basava en dos tipus d'instruments: de vent (xiulets, flautes i caragols) i de percussió (tunkul, tambors, closques de tortugues, sonalls de llavors i petxines, i bastons de fusta). Els bastons de fusta són buits i tenen estrets passatges interiors que fan sonar les llavors a dins. No coneixien la música produïda per instruments de corda. No es coneixen molts instruments fets en fusta que desaparegueren amb el pas del temps i la humitat.

### Principals instruments musicals maia chontals

#### Instruments de percussió
- El tunkul

Anomenat així pels maia chontals, és un instrument format per un tronc buidat longitudinalment, amb dues llengüetes a la part superior, una més curta que l'altra, que en percutir-se emeten sons. El tunkul es colpeja amb una baqueta llarga o proveïda de hule a un extrem que produeix un so sord i profund. Aquesta peça ancestral s'utilitzà segons alguns historiadors com a instrument de guerra pels maia chontals. En l'actualitat, aquest instrument només s'utilitza durant les celebracions religioses, especialment durant la cerimònia de la dansa del Balla Vell.
- El tambor

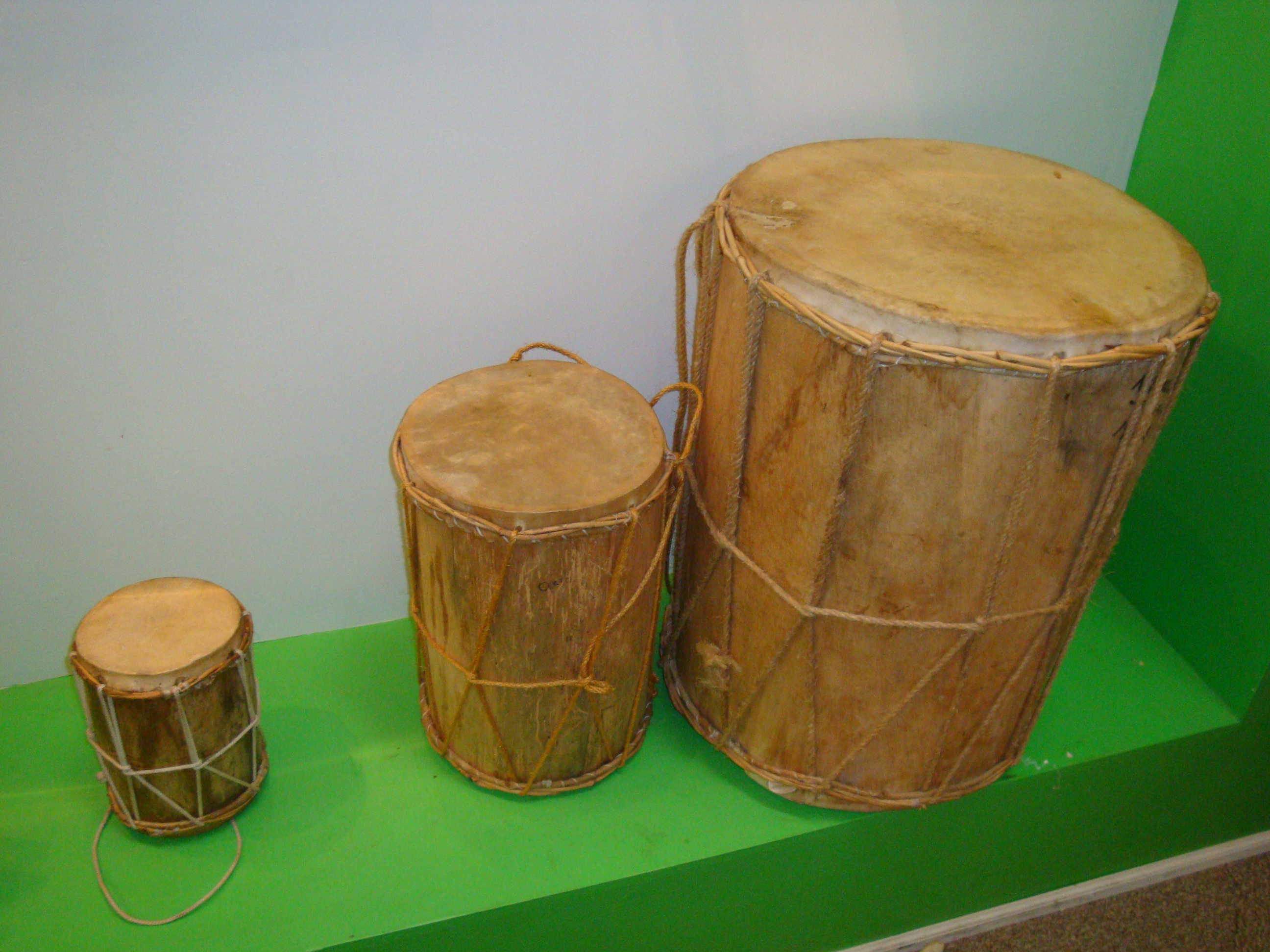
Els tambalets maies

Els tambors s'elaboren amb troncs buits (cedre, macuilis, piche, alvocat…), amb base de cuir de cérvol en cada costat. Aquest cuir se subjecta amb un bastidor que es lliga amb cordes, disposades en forma tal que permeten afinar l'instrument.
- Les petxines de tortuga

Sobretot closques d'emis, es colpegen amb una banya de cérvol i s'utilitza per interpretar danses.
- Els sonalls

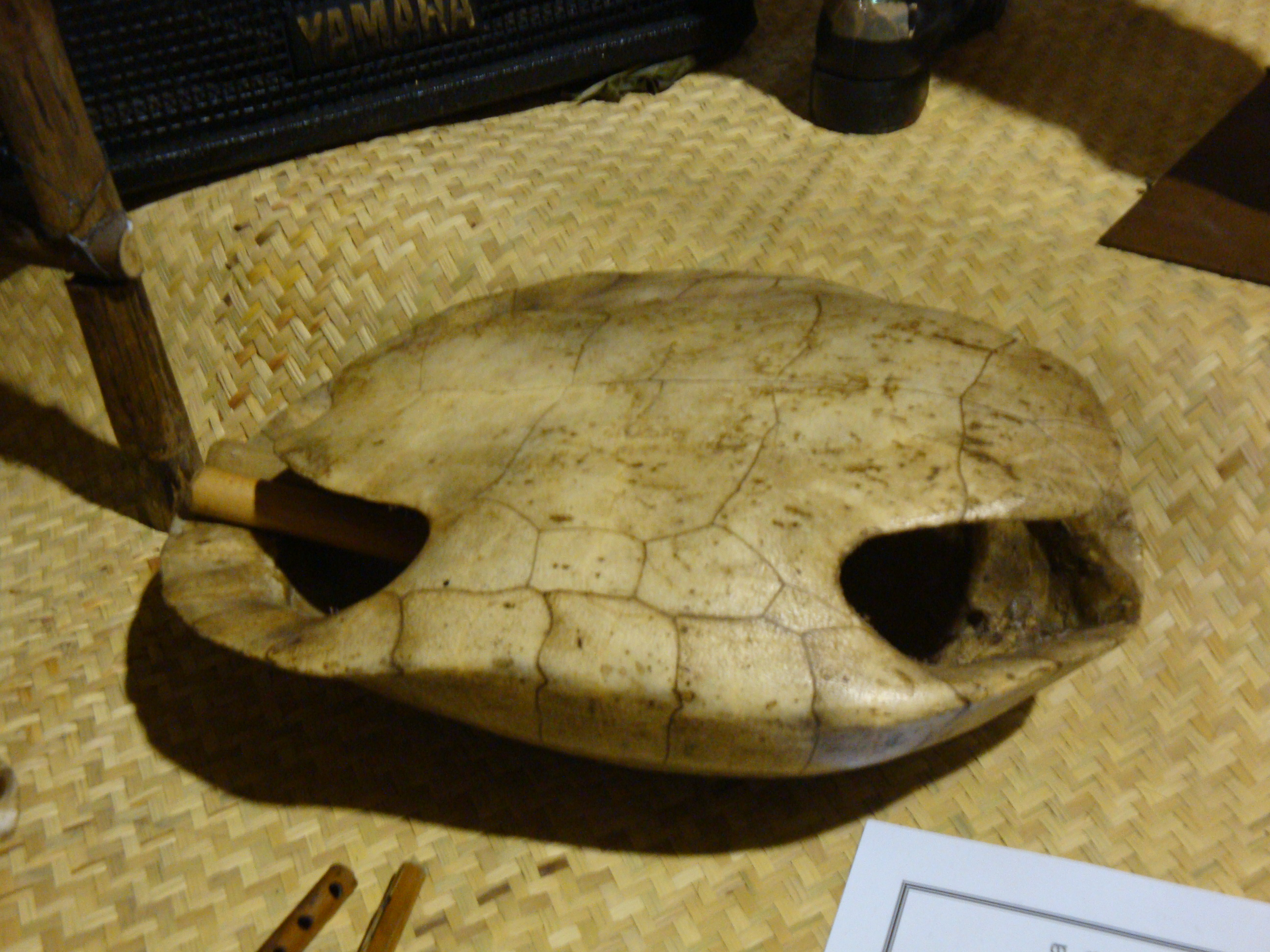
Closca de tortuga usada com a instrument musical pels maia chontals

Són instruments fets de carabasses, fixats a un pal amb cera o goma de copal i farciment amb les seues llavors o amb pedretes de riu.

#### Instruments de vent
Els instruments anomenats d'"alè" o de "vent", utilitzats en la música tradicional de Tabasco, són:
- Caragola marina

El que s'usa encara en algunes melodies és la caragola marina, que en l'antiguitat tenia la missió d'anunciar el començament d'una guerra, cridar als habitants a una reunió, etc. El so varia segons la grandària de la caragola i la intensitat amb què bufa qui la toca.
- Flauta

Un altre dels instruments més coneguts és la flauta, que antigament s'elaborava d'os, fang i canya. Les de canya poden ser de dos tipus. Les només de boca de ploma, fixades amb cera o les de dolç o bec. Les diferències d'ambdues és la quantitat de forats que tenen.

## Decadència

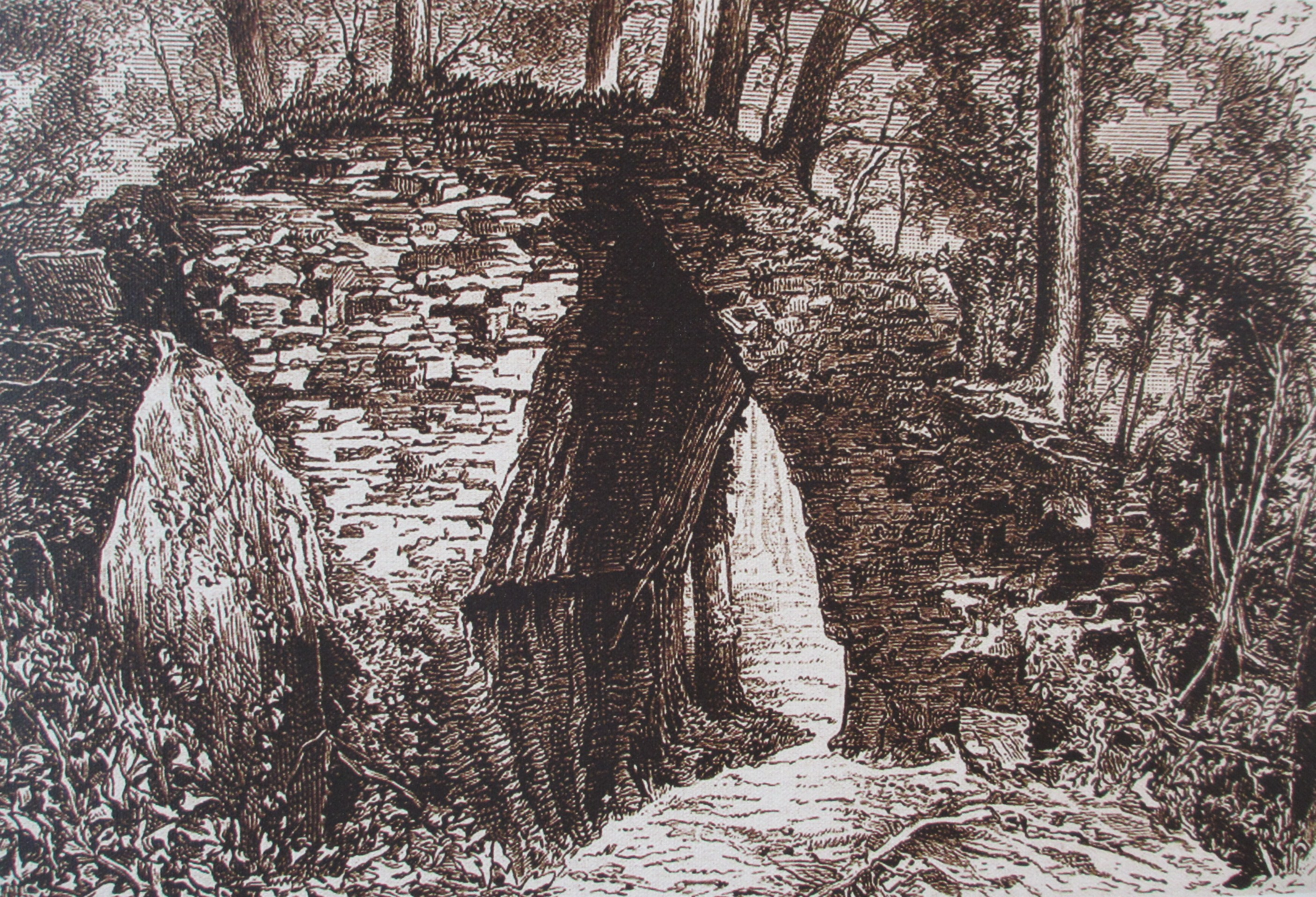
Comalcalco, com la majoria de ciutats maies en Tabasco, fou abandonada sobre el 900, després de l'anomenat "col·lapse maia"

La decadència i posterior abandó de les grans ciutats maies del clàssic, no sols a Tabasco, sinó en tota l'àrea maia, es donà de manera gradual i ara es creu que es degué a diversos factors, entre els més importants: el desajust climàtic que hi hagué en aquesta època i que degué provocar greus danys a l'agricultura de tota la zona, la qual cosa pogué motivar alçaments de la població famolenca i molesta, en contra dels governants i sacerdots, culpant-los del desastre alimentari.
Un altre factor, igual que en tota zona maia, a Tabasco eren les petites ciutats estat que estaven en guerra permanent, emprenent campanyes militars constants, establint aliances estratègiques per estendre els seus dominis a altres zones; tot això va poder desgastar i afeblint les ciutats maies establertes en el que hui és Tabasco, i acabaren per ser abandonades al voltant del 900 de, en el que es coneix com el col·lapse maia.
En el post-clàssic, les ciutats i cacicats maies de Tabasco patiren una important influència dels pobles nàhuatl que s'havien establert al territori, formant estats independents, amb característiques culturals d'ascendència nàhuatl, fent que els pobles maia absorbiren moltes de les seues característiques i costums, contribuint així a una nova florida dels pobles maies, com el cas dels putunes o maia chontals. En ser pobles de cultures molt diferents, continuaren els enfrontaments, la qual cosa després de diversos anys acabà per afeblir els pobles maies, que sucumbiren davant el poder de l'armament dels invasors espanyols.

### Guerres

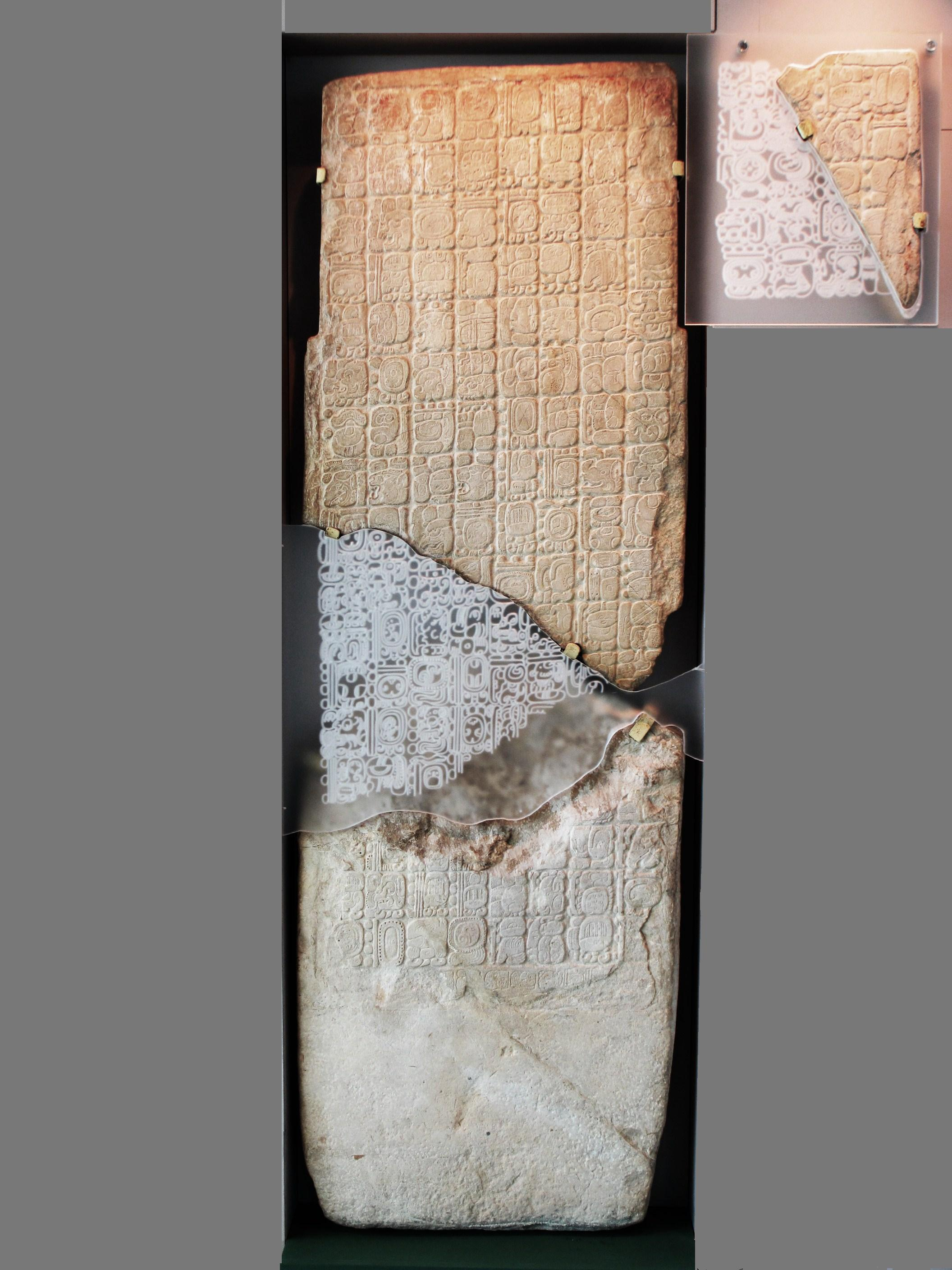
Estela 6 de Tortuguero, també anomenada Estela del temps

Les guerres eren una constant entre les diferents ciutats maies. Eren motivades per factors econòmics i de recursos. Les aliances entre les ciutats estat, la cobdícia per posseir el control d'un pas comercial estratègic i les necessitats pròpies derivades de mantenir les classes governants foren algunes de les causes que originaren les constants guerres entre els diferents senyorius maies.
Els rius de la plana de Tabasco esdevingueren importants vies de comunicació per traslladar mercaderies i persones, per la qual cosa les ciutats maies més importants de Tabasco eren a la riba dels rius. És així que Comalcalco es construí al marge dret del riu Mezcalapa (hui Seco) quan desguassava a la barra de Dos Bocas; Tortuguero era a prop del riu Puxcatán; Moral Reforma, Santa Elena i Tiradero eren vora el riu San Pedro, mentre que Pomoná, Panhalé i Tierra Blanca eren al costat de l'Usumacinta.
En diverses ocasions, l'eix Calakmul-Piedras Negras disputaren amb Palenque el domini sobre les ciutats maies de Tabasco.
Les ciutats maies de Comalcalco, Tortuguero, Palenque, Pomoná, i fins i tot Moral Reforma, tingueren relacions no sols polítiques sinó també bèl·liques. Tant Joy Chan (Comalcalco) com Lakam Ha (Palenque) apareixen esmentades en el Monument VI, trobat a Pomoná, i a l'Estela IV, de Moral Reforma, revelant que les ciutats patiren batalles sagnants entre si, mentre que l'Estela VI de Tortuguero esmenta que Comalcalco (Joy Chan) i Tortuguero (Baakul) s'enfrontaren en una batalla que resultà en un bany de sang.

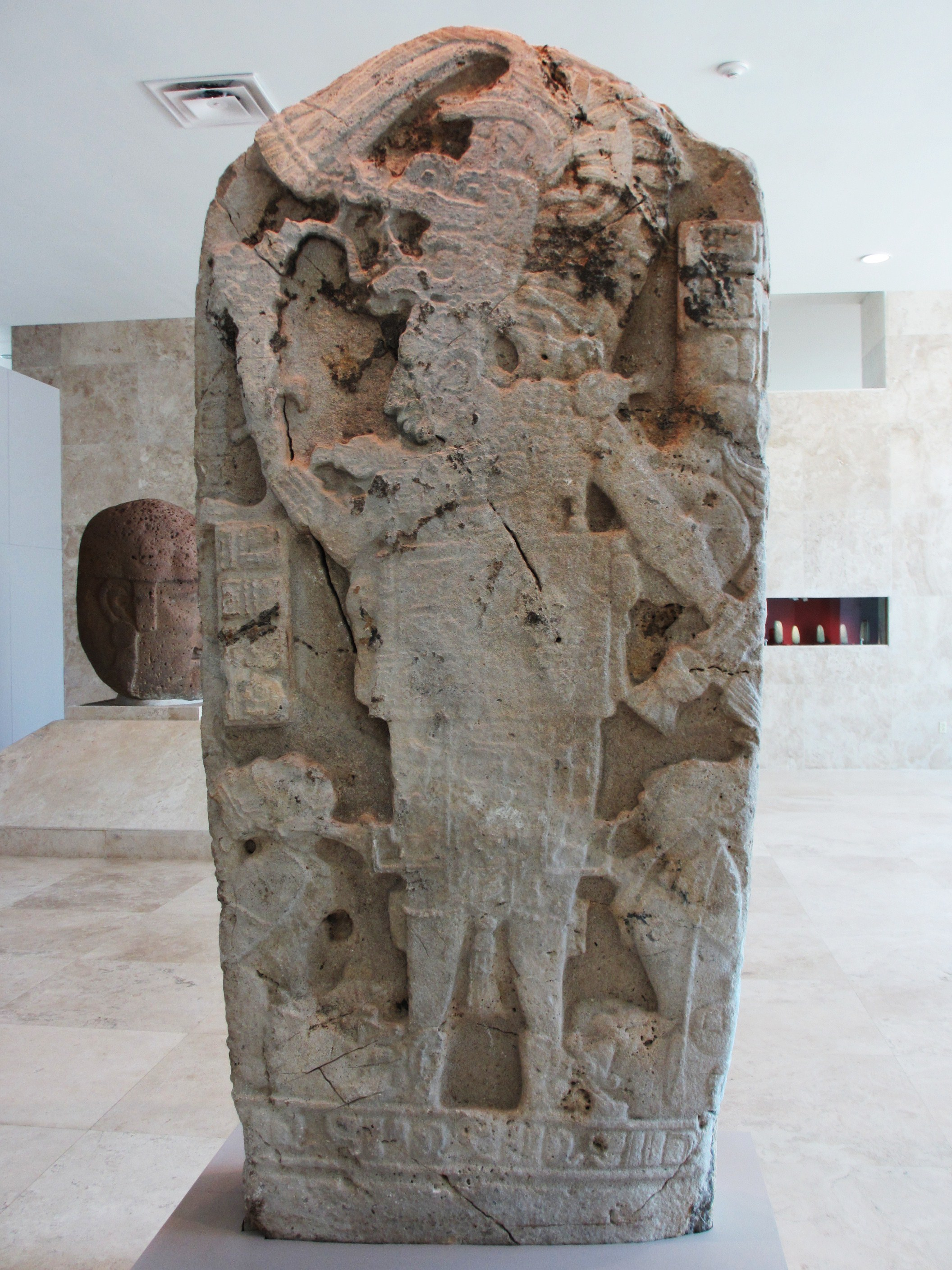
Estela 1 de Moral Reforma en què apareix el senyor de Moral Reforma Wo Chan-na K'awiil amb dos presoners als peus

#### Guerra Tortuguero-Comalcalco
Palenque intentà controlar el comerç pel riu Mezcalapa i el golf de Mèxic, aliant-se amb Tortuguero, governat per Ahpo Bahlum, que tenia llaços sanguinis amb la dinastia palencana, per conquistar Comalcalco. Així, Tortuguero atacà Comalcalco i la sotmeté, i estengué els dominis de Palenque fins a l'oest.
Davant l'ascens de Balam Ajaw al govern de Tortuguero l'any 644, les relacions amb Palenque es deterioraren, i Tortuguero atacà diverses ciutats aliades de Palenque. L'Estela 6 de Tortuguero, actualment al Museu Regional d'Antropologia Carlos Pellicer, parla del senyor de Tortuguero, Balam Ajaw, que feu diferents guerres durant el seu regnat: al juny del 644 de atacà la població d'Oxtekuh i el 21 de desembre del 649 de atacà Comalcalco, capturà i assassinà el senyor de Comalcalco, Uhx Ballam, 'el Sagrat Senyor de Joy Chan'; l'estela revela que en fou un bany de sang; a partir de llavors, Comalcalco (el nom del qual originàriament era Joy Chan) estigué sotmesa a l'esfera política de Tortuguero. El principal motiu d'aquesta guerra fou que Comalcalco era un lloc costaner estratègic, i hi havia enemistat entre Balam Ajaw i el senyoriu de Palenque.

#### Guerres per l'est de Tabasco
La lluita per l'est de Tabasco causà guerres sagnants entre l'eix Calakmul-Piedras Negras i Palenque, pel control de les ciutats de Moral Reforma, Pomoná, Santa Elena, Tiradero, Tierra Blanca i Panhalé, per tal de controlar el comerç i trànsit de persones pels rius San Pedro i Usumacinta i assegurar-se el proveïment de mercaderies.

##### Guerra Palenque-Santa Elena
Al 659 Pakal dirigí el seu exèrcit cap a la zona del Baix Usumacinta; travessà els senyorius de Pomoná i Piedras Negras per després arribar al riu San Pedro, on atacà Santa Elena, capital del senyoriu de Wak’aab’-[h]a’. Durant aquesta guerra capturaren el senyor Nu’n O Jol Chaahk, màxim governant de Santa Elena; els senyors Sakjaal Itzamnaaj i Ahiin Chan Ahk, dignataris del senyoriu de Pomoná; un noble de la localitat de K’in-[h]a’, dependent del senyoriu de Piedras Negras i els governants locals de Yaxkab’ i B’atuun, poblacions d'ubicació i afiliació política incertes. El registre d'altres cinc presoners de Santa Elena en els textos de la façana oest de la Casa C del palau de Palenque indica que la dinastia de Santa Elena fou castigada durament, i hi imposà Pakal un nou grup dirigent, enterament lleial i sotmés als designis del senyoriu de B’aakal.
Al febrer de 662 de Piedras Negras ataca Santa Elena i un altre lloc el nom del qual no és llegible, però es creu que devia ser Pomoná.
La ciutat de Moral Reforma es veié embolicada en constants guerres. Hi hagué lluites no sols per Moral Reforma, sinó per una zona més àmplia de l'est de Tabasco. Les disputes entre Palenque i l'eix Calakmul-Piedras Negras per les ciutats de l'est de Tabasco mantingueren la zona en una lluita constant entre les ciutats.

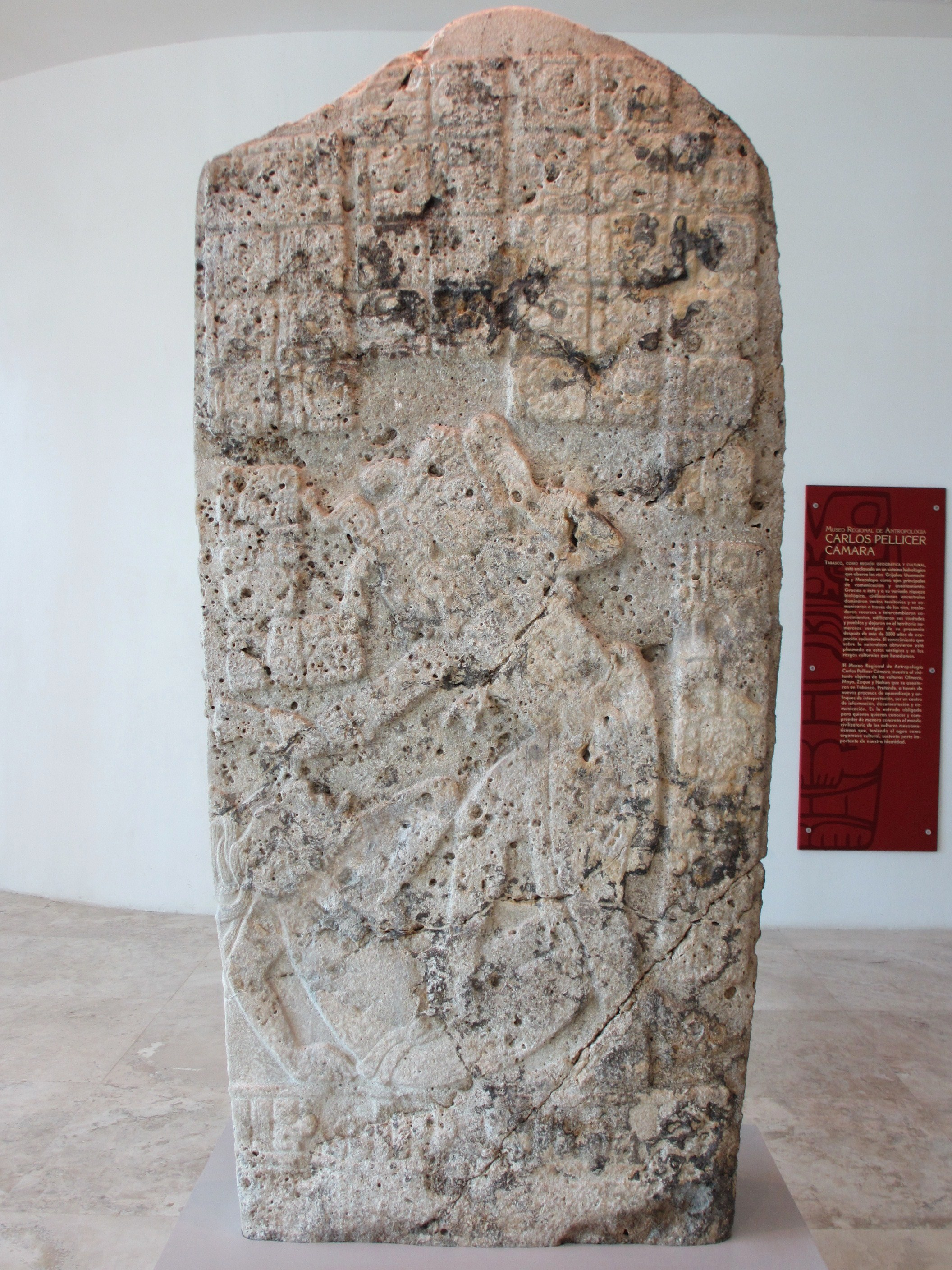
Cara posterior de l'Estela 1 de Moral Reforma, on apareix el governant Wo Chan-na K'awiil a punt de degollar un presoner

##### Domini de Calakmul
El 662 Calakmul sotmet Moral Reforma i la fa dependent del seu senyoriu fins al 690. L'Estela 4 de Moral Reforma relata la submissió del seu rei a Calakmul. A la mateixa Estela 4 de Moral Reforma, es pot veure que el senyor Muwaan Jol ('Crani de Falcó'), governant del lloc, obté dues victòries militars, una al 687 i l'altra al 689, en què fa captius. Els personatges capturats tenen lligades les mans i estan en submissió.

##### Domini de Palenque
Al 690 i davant l'afebliment de Calakmul, es fa una aliança estratègica entre Moral Reforma i el senyoriu de Palenque, en fer-se aliats Crani de Falcó i el senyor Kan B’ahlam II de Palenque o 'Serp Jaguar', la qual cosa permeté a Palenque estendre la seua influència en les ciutats de l'est de Tabasco.
En una representació de l'Estela 1 de Moral Reforma, que data del 756, apareix un governant el nom del qual no és llegible, que seria aliat o subordinat al rei de Moral Reforma, i se li veu colpejant uns presoners, cosa que reflecteix les nombroses guerres contra les ciutats veïnes de Calakmul, Piedras Negras, Palenque i fins a la llunyana Tikal.
Pomoná (Pakbul) fou sotmesa per Palenque (Lacam Ha) i al 790 de s'enfrontà en contra de Piedras Negras, i Pomoná fou derrotat.
El gradual afebliment de la influència de les "superpotències" Palenque i Calakmul, procés que començà abans del col·lapse del s. IX, motivà que les rivalitats foren constants i es degueren intensificar davant l'absència de les aliances de major envergadura que s'havien fet en èpoques anteriors.

#### Guerra Potonchán-Xicalango
En el post-clàssic, els maia-chontals que dominaven un territori que abastava des del riu Cupilco a Tabasco fins a Champotón a Campeche i amb el temps dominarien zones llunyanes com Chactemal a Quintana Roo, sostingueren constants guerres amb els seus veïns nàhuatl d'Ahualulco, Cimatán i Xicalango, províncies enclavades dins del territori maia. Una d'aquestes grans batalles fou entre els maies de Potonchán i els nàhuatl de Xicalango en disputa per les constants incursions que aquests darrers feien en territori de Potonchán, i que acabà en una sagnant batalla al voltant del 1512, en què Potonchán, amb un exèrcit de 20.000 soldats, resultà vencedor.

## Els maies de Tabasco en l'actualitat
Els maies no han desaparegut de Tabasco, de fet, hi continuen molt presents. Coneguts principalment com a Chontals o Yokot'an constitueixen la minoria ètnica més important i nombrosa de l'estat, amb 38.334 habitants assentats principalment als municipis de Nacajuca, Macuspana, Centro, Jonuta, Tacotalpa i Jalpa de Méndez.
El terme chontal és un vocable nàhuatl que significa 'estranger', i era el nom posat pel poble nàhuatl als maia putunes que habitaven les terres de Tabasco, per considerar-los estranys a la seua cultura. Ells, però, es diuen a si mateixos Yokot'an o Yokot'anob, que significa 'Parlants de la llengua veritable'.
A hores d'ara, les activitats principals dels maia chontals són l'agricultura, la recol·lecció, la caça i la pesca, complementades amb els ingressos dels joves chontals que fan treballs derivats de l'explotació petroliera, el comerç o empreses de manufactura.
Dins de les activitats tradicionals que aquest grup realitza, destaquen les artesanies, amb què fan veritables obres d'art que van des d'objectes amb palma teixida, figures i flors de "joloche", figures de fang, coixins i figures elaborades amb fibra de jacint fins a les tradicionals xicres llaurades, i les famoses tires brodades, peça imprescindible dels vestits de Tabasco.
Els chontals de Tabasco mantenen vives les seues tradicions amb danses típiques ancestrals, que encara es practiquen i donen identitat cultural a Tabasco: danses com "Balla vell", "El cavallet blanc", "David contra Goliat", "El cavall i el gegant", "Els ocells" i altres formen part important de la seua cultura.